# 東大王
『東大王』（とうだいおう）は、2017年4月30日から2024年9月18日までTBSテレビ系列で放送されていたクイズ番組である。

## 概要
東京大学在学生（学部・大学院）で組織された、「知力の壁」と呼ばれる東大王チームと芸能人チーム（2ndシーズンから7thシーズンまでと9thシーズン）（8thシーズンのみ挑戦者）が競い合うクイズ番組である。
ルール変更および東大王チームの編成の変化を区切りとして「シーズン」と呼ばれており、以下はそのシーズンごとの概要となる（カウントは便宜上のもの）。ただし、レギュラー放送開始前、2016年10月19日にパイロット版が放送されている。
水曜日19時台に移行してからは『世界くらべてみたら』と『ワールド極限ミステリー』と交互で2 - 3時間SPを放送する傾向がある。
2024年6月下旬、“同年9月を以て放送終了”等とする記事が一部のスポーツ新聞やウェブメディアに掲載された。報道時点ではTBS及び番組から公式な発表は行われていなかったが、およそ3か月後の9月5日の改編発表会において、同月18日の放送分をもって番組終了することが正式に発表された。10月以降、同枠では『世界くらべてみたら』が1時間繰り上がる形で放送されている。また、ヒロミは同年10月から月曜21時枠で『THE MC3』で東野幸治とともにMCを務めている。
1stシーズン（2017年4月 - 9月）
日本中から集まったクイズに自信のある者たちが、第1回放送によって結成された東大王チーム3名に挑む。
2ndシーズン（2017年11月 - 2019年3月）
第3回東大王決定戦で優秀な成績を修めた4人が新たな東大王チームとなり、芸能人12人と賞金100万を賭けて対決する形式となった。
2018年10月17日から、水曜日の同時刻に枠移動。ローカルセールス枠のため、通常時水曜19:00 - 20:00に自主編成を行っている一部局では、（通常時同時ネット局も含む）週末午後などに遅れネットによる放送または臨時ネットで放送される場合もある。
3rdシーズン（2019年4月 - 7月）
伊沢の卒業に伴い新たな「東大王」候補3人から新東大王を決定する試みが実施（東大王チームは一部クイズやラストステージでのアドバンテージを獲得した場合を除き各ステージに参加する人数は4人のまま）。また、伊沢は別室からの解説に加え、芸能人チーム勝利時の助っ人も担う役割が追加された。
4thシーズン（2019年8月 - 2020年3月）
林の正規メンバー昇格・新候補生2人の加入となり、解答席にサブメンバー枠も追加され5席・8人に拡大。一方、芸能人チームメンバーも正解数に応じたランクが導入され、各個人の成績・貢献度が明確にわかるシステムとなった。
5thシーズン（2020年4月 - 2021年3月）
水上の卒業に伴い鶴崎の大将就任・砂川が正規メンバー昇格となり新生チームが発足し、11月には新候補生として猪俣加入。また、芸能人チームには伊沢が推薦する有力プレイヤー枠が設けられた。
シーズン初回となる2020年4月8日放送分を最後に新型コロナウイルスの影響で収録が休止され、過去の総集編や後述のリモートによるクイズ対決などを実施。2020年7月8日放送分より3か月ぶりに通常収録が再開された。なお、感染対策の観点から解答席やMC席の合間にはアクリル板が設置。雛段状となっている芸能人チーム解答席には上部に蓋も設置された。また、芸能人12人チームではない人数を減らした特別編成チームとの対決も随時行われた。
6thシーズン（2021年4月 - 2022年3月）
鈴木と林の卒業に伴い、一度東大王チームを白紙に戻し、旧東大王・候補生に加え配信企画「プロジェクト東大王」メンバー8人を加えた14人が実質的な東大王チームとなっている。
今シーズンは「一軍」と「二軍」に分かれ、通常回の放送では一軍メンバーのみが出演することができる。ただし、芸能人チームとの対決で1ステージ敗れるごとに1人、一軍の中でその日の成績下位だった者が降格となり、二軍メンバーと交代する。そのためメンバーは固定されていない。
その他、音楽やスポーツなど特定のジャンルに特化した特別編も行われる。
7thシーズン（2022年4月 - 2023年3月）
砂川と紀野の大学卒業に伴う卒業・猪俣の学業専念による降板に加え、残る11人のメンバーで「春のファン祭り2022」でサバイバルマッチを行い、生き残った4名で新たな東大王チームを発足させた。
今シーズンは3rdシーズン以来、東大王チームの解答席が4席に戻った。また、1年ぶりに候補生制度が復活した。2022年9月7日放送分から候補生も本格的に参戦するようになる他、芸能人チームにはクイズ番組で活躍した有力プレイヤー枠も設けられる。
8thシーズン（2023年4月 - 2024年2月）
鶴崎の卒業に加え、2ndシーズンを以て番組を卒業した伊沢が東大王チームに復帰。対決内容も「東大王〜究極サバイバルクイズ!勝ち残ったら100万円〜」として1stシーズン以来となる番組が募集した一般挑戦者15名と対決する方式に変更。2023年7月26日から挑戦者の解答席が12席に削減され、助っ人として出演していた芸能人も挑戦者として出演。
9thシーズン（2024年3月 - 9月）
芸能人を含む挑戦者12名と対決する方式が廃止され、2ndシーズンから7thシーズンまでと同様、東大王チームと芸能人チームが対決する形式に戻るが、芸能人は2ndシーズンから7thシーズンまでは12人だったが、今シリーズでは8人に変更されている。
2024年9月18日放送の最終回では過去の東大王メンバーも集結し、「真の東大王」決定戦が実施された。

## 出演者
特に表記がない人物は、TBSアナウンサー。

### 司会・進行
MC
- ヒロミ[13]
- 山里亮太（南海キャンディーズ）[14]
  - 2022年8月24日の「東大王クイズ甲子園（事前収録パート）」では新型コロナウイルス感染に伴い欠席のため、NON STYLE・井上が代理司会を担当。生放送による決勝では復帰。

実況
- 杉山真也（2024年1月31日放送時は杉山がインフルエンザで欠席したため、伊藤隆佑アナが担当した）

問題ナレーション
- 御手洗菜々（2024年5月22日 - 2024年9月18日）

過去の問題ナレーション
- 皆川玲奈（番組開始 - 2021年3月24日・2022年3月9日 - 2024年5月1日）

不在時は水野真裕美が代演した。
- 上村彩子（2021年4月7日 - 2022年2月16日）[注釈 6]

不在時は皆川（2021年4月28日）が代演した。
降板後の2022年7月13日、10月5日は芸能人チームの解答者として出演し、2023年11月22日はMCのヒロミとG-SHOCKの問題VTRに出演した。

### 解答者

#### 東大王チーム
チームカラー…赤
最終回時点のメンバー
学部・学年と肩書は9thシーズンのもの。また、9thシーズンでも新メンバーの募集はあったものの、番組自体が終了した為、メンバーの変動はなかった。
- 伊沢拓司（経済学部卒→大学院農学部修士課程中退）

「東大最強の知識王」、東大王チーム初代大将（1stシーズンのみ）、「令和のクイズ王」（9thシーズン）。
2019年3月20日放送分を以って卒業、その後も卒業メンバーの中で唯一、2022年度まで引き続き番組に解説者と芸能人チームの解答者としてレギュラー出演していた。5thシーズン以降の夏に開催の高校生対決「クイズ甲子園」には東大王チームに解答者として参加する。
8thシーズンでは（クイズ甲子園を考えなければ）レジェンド東大王として、4年ぶりに東大王チームとして参加。
- 伊藤七海（教育学部卒）

「理数系の絶対王者」（4thシーズン）→「水上の後継者」（5th - 6thシーズン）→「日本語の絶対王者」（7thシーズン）→「漢字マスター」（9thシーズン）
2019年8月21日放送分よりサブメンバーに加入し、2022年4月3日に「春のファン祭り2022」内で行われた日本語サバイバルマッチを制した。
- 河野ゆかり（医学部6年）

「東大医学部模試全国5位」（6thシーズン）→「東大医学部の絶景クイーン」（7thシーズン）→「東大医学部クイーン」（9thシーズン）
2021年4月にプロジェクト東大王を経て加入。2022年4月2日に「春のファン祭り2022」内で行われた絶景サバイバルマッチを制した。
- 東言（文学部4年）

「高校生クイズ優勝」（6thシーズン）→「音速のひらめきマスター」（7thシーズン）→「打倒伊沢！クイズの天才」（9thシーズン）
東大王には対戦チームとして1度出演経験あり。2021年4月にプロジェクト東大王を経て加入。2022年4月2日に「春のファン祭り2022」内で行われたひらめきサバイバルマッチを制した。
- 後藤弘（工学部修士課程1年）

「開成高校席次1位」→「ミスター東大2023グランプリ」→「ミスター東大」（9thシーズン）
東大王には対戦チームとして1度出演経験あり。
2021年4月にプロジェクト東大王を経て加入し、「春のファン祭り2022」内で行われたサバイバルマッチで敗北したが、全サバイバルマッチでの正解数が大将鶴崎に次ぐ2位で、4ジャンル中3ジャンルで決勝進出を果たす好成績だったため、候補生として続投し、8thシーズンから正規メンバーに昇格。
- 大道麻優子（農学部3年）

「共通テスト模試全国1位」（8thシーズン）→「模試全国1位の才女」（9thシーズン）
2022年7月13日放送分より加入。東大王には対戦チームとして2度出演経験あり。7thシーズンは候補生だったが、8thシーズンから正規メンバーに昇格。
過去のメンバー（2ndシーズン以後）
以下は大学の卒業或いは大学院の中退、修了に伴って番組を卒業したメンバー。☆は番組卒業後に対戦相手チームとして出演経験がある者。
- 水上颯（医学部卒）☆ 

｢東大医学部のプリンス｣、頭脳王2連覇、3代目東大王、東大王チーム副将（1stシーズン）、東大王チーム2代目大将（2nd - 4thシーズン）
2019年10月2日放送分にて、翌年3月末を以って大学を卒業し研修医になるため、番組を卒業することを発表し、3月18日放送分を以て卒業。
- 鈴木光（法学部卒）

｢スタンフォードが認めた才媛｣、東大王2017秋ベスト4。
東大王入れ替え戦での結果を受け、第14回より東大王レギュラーに昇格。5thシーズンでは鶴崎不在時に代理で大将を務めることもあった。2020年10月14日放送分にて、大学を卒業するため翌年3月を以て林と共に番組を卒業することを発表し、3月24日放送分を以て卒業した。
- 林輝幸（文学部卒）☆ 

「東大文学部の叡智」、あだ名はジャスコ。
2019年7月31日の放送にて正規メンバーに昇格。2021年3月24日放送分を以て、鈴木と同じく大学を卒業するため番組を卒業。
- 砂川信哉（工学部4年生）☆

「ミスター東大ファイナリスト」（第3回東大王決定戦 - 2020年9月2日放送分）→「ミスター難読漢字」（2020年9月9日放送分以降）、東大王2017秋5位
2ndシーズンから4thシーズンまで2年半にわたりサブメンバー（候補生）として出演。2ndシーズンでは正規メンバーに欠員が出た際の代役として出演し、シーズン中はサブメンバーでありながらも東大王の1人として扱われていた。また、同シーズンでの10連勝時の卒業旅行にも招待された。2020年4月8日の放送にて5thシーズンの正規メンバーに昇格。2022年1月12日放送分にて、紀野と共に同年3月を以て番組を卒業することが発表され、3月23日放送分を以て卒業した。
- 紀野紗良（農学部卒）

「文武両道 道産子ガール」（3rdシーズン）→「閃きのスペシャリスト」（4thシーズン以降）
2019年4月3日放送分よりサブメンバーとして加入。2022年3月23日放送分を以て、大学を卒業するため砂川と同じく番組を卒業。
- 鶴崎修功（理学部卒→大学院数理科学研究科数理科学専攻修士課程修了）☆

｢IQ165の天才｣、初代東大王、東大王チーム先鋒（1stシーズン）、東大王チーム3代目大将（5thシーズン以降）。4thシーズンを以って卒業した水上の指名により、5thシーズンより東大王チーム3代目大将に就任。2022年4月3日に「春のファン祭り2022」内で行われたノンジャンルサバイバルマッチを制した。
番組初期からの最古参メンバーで、全メンバー最長となる6年間にわたって東大王チームに関わり続けたが、2022年11月30日放送分で、翌年3月に大学院を修了することに伴い番組を卒業することを発表し、3月15日放送分を以って卒業した。
以下は大学の卒業以外の理由で番組を降板したメンバー。 学部・学年・肩書は2021年度の最終出演時点のもの。
- 自身のSNSを通じて番組の降板を発表したメンバー

- 猪俣大輝（法学部3年生）

「高校生クイズ優勝のクイズエリート」
高校生クイズ2016優勝。2020年11月18日放送分よりサブメンバーとして加入した。2022年4月2日に自身のTwitterで、将来に向けて学業に専念するため、2022年4月2日と3日の「春のファン祭り2022」内で行われるサバイバルマッチを辞退し、番組を降板することを発表した。
- 「春のファン祭り」内で行われたサバイバルマッチで敗北し、番組を降板したメンバー

- 岡本沙紀（理科一類2年生）

「言語学オリンピック元日本代表」
2019年8月14日放送分よりサブメンバーに加入、東大王には対戦チームとして2度出演経験あり。2022年4月11日に自身のInstagramにて、サバイバルマッチで敗北した為、番組を降板することを発表した。
以下は「プロジェクト東大王」を経て加入したメンバー
- 岡田哲明（文科一類2年）

「ルーブルオカダ」
- 川上諒人（理学部3年）☆

「予選テスト1位」→「伊沢に勝った男」
- 川村はゆ（文学部3年）

「努力の天才」
- 勝田りお（文科一類2年）

「完璧才女」
- 和田空大（理学部3年）

「空に恋するよさこい男子」
1stシーズンのサブメンバー
4人の内1人、または全員（鈴木耀介が代理で東大王チームにいる場合は3人）が、MCブース横の応援席（見届け人席）で戦況を見守ることもあった。
- 武田伊真

「知識のオールラウンダー」（第3回東大王決定戦まで）
- 徳永海

｢理数系の秀才｣
- 鈴木耀介

「予選1位の天才」（1stシーズン）→「知識のオールラウンダー」（第3回東大王決定戦）。
1stシーズンでは東大王のレギュラー代理も務めた
- 鈴木光

「スタンフォードが認めた才媛」、後に正メンバーへと昇格する（前述）。
メンバー変遷
| シーズン | シーズン         | 東大王 解答者席 | 東大王チーム | 東大王チーム                 | 東大王チーム                 | 東大王チーム                 | 東大王チーム                 | サブメンバー→東大王候補生 | サブメンバー→東大王候補生 | サブメンバー→東大王候補生 | サブメンバー→東大王候補生 |
| シーズン | シーズン         | 東大王 解答者席 | 大将         | レギュラー解答者（左は副将） | レギュラー解答者（左は副将） | レギュラー解答者（左は副将） | レギュラー解答者（左は副将） | サブメンバー→東大王候補生 | サブメンバー→東大王候補生 | サブメンバー→東大王候補生 | サブメンバー→東大王候補生 |
| -------- | ---------------- | --------------- | ------------ | ---------------------------- | ---------------------------- | ---------------------------- | ---------------------------- | ------------------------- | ------------------------- | ------------------------- | ------------------------- |
| 1st      | 2017.4 - 2017.10 | 3席             | 伊沢拓司     | 水上颯                       | 鶴崎修功                     | （不在）                     | （不在）                     | 武田伊真                  | 徳永海                    | 鈴木耀介                  | 鈴木光                    |
| 2nd      | 2017.11 - 2019.3 | 4席             | 水上颯       | 伊沢拓司                     | 鶴崎修功                     | 鈴木光                       | （不在）                     | 砂川信哉                  |                           |                           |                           |
| 3rd      | 2019.4 - 2019.7  | 4席             | 水上颯       | 鶴崎修功                     | 鈴木光                       | 候補生枠                     | （不在）                     | 砂川信哉                  | 紀野紗良                  | 林輝幸                    |                           |
| 4th      | 2019.8 - 2020.3  | 5席             | 水上颯       | 鶴崎修功                     | 鈴木光                       | 林輝幸                       | 候補生枠                     | 砂川信哉                  | 紀野紗良                  | 岡本沙紀                  | 伊藤七海                  |
| 5th      | 2020.4 - 2021.3  | 5席             | 鶴崎修功     | 鈴木光                       | 林輝幸                       | 砂川信哉                     | 候補生枠                     | 紀野紗良                  | 岡本沙紀                  | 伊藤七海                  | 猪俣大輝                  |

| シーズン | シーズン        | 東大王 解答者席 | 大将     | 東大王メンバー | 東大王メンバー | 東大王メンバー | 東大王メンバー | 東大王メンバー |
| -------- | --------------- | --------------- | -------- | -------------- | -------------- | -------------- | -------------- | -------------- |
| 6th      | 2021.4 - 2022.3 | 5席             | 鶴崎修功 | 砂川信哉       | 紀野紗良       | 岡本沙紀       | 伊藤七海       | 猪俣大輝       |
| 6th      | 2021.4 - 2022.3 | 5席             | 鶴崎修功 | 川上諒人       | 後藤弘         | 和田空大       | 東言           | 岡田哲明       |
| 6th      | 2021.4 - 2022.3 | 5席             | 鶴崎修功 | 川村はゆ       | 河野ゆかり     | 勝田りお       |                |                |

| 7th | 2022.4 - 2023.3 | 4席→5席 | 鶴崎修功 | 伊藤七海 | 河野ゆかり | 東言 | 候補生枠 | 後藤弘 | 大道麻優子 |

| シーズン | シーズン        | 東大王 解答者席 | 東大王チーム | 東大王チーム | 東大王チーム | 東大王チーム | 東大王チーム | 東大王チーム |
| -------- | --------------- | --------------- | ------------ | ------------ | ------------ | ------------ | ------------ | ------------ |
| 8th      | 2023.4 - 2024.2 | 1 - 4席         | 伊沢拓司     | 伊藤七海     | 河野ゆかり   | 東言         | 後藤弘       | 大道麻優子   |
| 9th      | 2024.3 - 2024.9 | 6席             | 伊沢拓司     | 伊藤七海     | 河野ゆかり   | 東言         | 後藤弘       | 大道麻優子   |

サブメンバー・候補生についてのルール
- 1stシーズンから5thシーズンまでは東大王が欠席した際の代打（補欠）として東大王に加わった。
- 3rdシーズンでは「新東大王候補生」という形となり、「難問オセロ」や「ファイナル早押し」では1人が参加。正規メンバー欠場時はその分埋め合わせとして入り、その他のステージでは全員参加する場合もある。期間内の正解率や視聴者の投票によって東大王昇格者を決定した。
- 4thシーズン・5thシーズンでも「候補生」という肩書が継続されたが、区別のためガウンのラインの色が緑になった。また、2019年8月21日放送分より、東大王チームの解答席が5席になり常時1人は候補生から解答者が出演するようになった。
- 7thシーズンでは「候補生」制度が復活し、4thシーズン・5thシーズンと同様に「候補生」はガウンのラインの色が緑である。「春のファン祭り2022」内で行われたサバイバルマッチで敗北した7名中1名が候補生として続投し、更に2022年7月13日に新たなメンバーが加入。2022年8月24日に放送の「クイズ甲子園2022」より本格的に番組参加となり、9月7日放送分より東大王チームの解答席が4席から5席に増設され、2時間以下の通常対決では週替わりで候補生が参加するようになる。スケジュールなどによって順番が前後する場合もある。特別編では全員参加。

一軍・二軍メンバーについてのルール
- 6thシーズンでは「一軍メンバー」・「二軍メンバー」という括りに改編され、シーズン初回の放送でメンバーを一軍と二軍に分けた。
- 通常回では一軍メンバーのみが戦いに臨む。二軍メンバーは通常回収録の際に筆記試験を受け、順位に応じ評価点を算出する。一軍が芸能人チームとの対戦で一敗するごとに入れ替えが発生し、敗北数と同じ数だけ累積の評価点上位メンバーが一軍に昇格、同数の一軍の番組内成績下位が二軍に降格する[34]。ただし、敗北数より成績下位のメンバーが多かった場合には、同点決勝方式で、残留および脱落メンバーを決定する。また、一軍メンバーが学業などで収録を欠席した場合、筆記試験で次点だった者も追加昇格[35]。欠席者は「空席待ち」扱いとなり、入れ替えが発生した際に筆記試験を免除し優先的に昇格となる[36]。また、「特別編」や2時間以上の枠では一軍二軍問わず全員赤ラインのガウンを着用して参加[37]し、ステージ毎に解答者を交代する形となる[38]。ただ、2021年10月頃から入れ替えの発生しない2時間以上の枠での放送が中心となり、9月15日放送分を最後に適用されることは無くなった。
- また、YouTubeチャンネルでは古川洋平を「二軍監督」に迎え、本番に向けた対策問題や企画に挑戦する。

大将についてのルール
- 7thシーズンまでは、東大王チームのうち一人がチームの代表を背負って大将となる。
- 8thシーズンからはルール変更により、大将制度が廃止となった。

#### 芸能人チーム
旧チームカラー…黄または緑
2ndシーズン以降のチームカラー…青または紫
1stシーズンの回によっては「男性芸能人選抜」「女性芸能人選抜」と男女で分かれることもあった（過去に1度、辰巳・阿部・富永の3名で東大王チームを破り優勝したことがあった）。
2ndシーズンから7thシーズンまでは芸人、アーティスト、俳優などのタレント達12人が「芸能人チーム」として東大王チームと対決した。
8thシーズンでは番組が募集した一般人15名と対決する様式に改編されたことに伴い芸能人チームは廃止されたが、毎回3名の芸能人（そのうちの1人はNON STYLE 井上）が助っ人として一般人と共に対決していたが、2023年7月26日放送分から芸能人も一般人と同様に挑戦者として出演する。
9thシーズンでは芸能人チームが復活したが、人数は8人に削減されている。
ランク制度について
2019年9月18日放送分からは、芸能人チームの解答者に対し正解数を基にSSS〜Eの8ランクを付ける制度が導入され、出演2回目以降の解答者の座席にランクのプレートが設置されるようになった。当初は難問オセロでの正誤およびファイナル早押しでの正解によって加減算、6thシーズンからは筆記クイズの成績でも昇格するなど適宜見直しが図られていたが、詳細なポイント配分などは公開されなかった。また、原則的に高ランクほど上位の解答席に座るが、大将や解答者の経歴に応じ変動する。また、6thシーズン開始に伴いポイントおよびランクは一旦リセットされた。2021年10月20日放送分を以てランク制は廃止。
|       |       |       |       | 伊沢 （参戦時） |       |        |       |        |
|       |       | 2番席 |       | 1番席 （大将）  |       | 3番席  |       |        |
|       | 4番席 |       | 5番席 |                 | 6番席 |        | 7番席 |        |
| 8番席 |       | 9番席 |       | 10番席          |       | 11番席 |       | 12番席 |

主な解答者
番組出演回数の多い者を五十音順に抜粋。☆は6thシーズンまでの大将経験者。
以下は、8thシーズン以降に助っ人芸能人或いは挑戦者として出演経験のある者。
- 猪狩蒼弥
- 磯貝初奈[注釈 16]
- 井上裕介（NON STYLE） [注釈 17][39]
- 宇治原史規（ロザン）☆
- 岡田圭右（ますだおかだ）
- 影山優佳[注釈 18]
- 後上翔太（純烈）
- 柴田英嗣（アンタッチャブル）
- 富永美樹[39]☆
- 中間淳太（WEST.）☆
- 森迫永依
- 山崎怜奈[注釈 19]
- 山下真司[注釈 20]
- レイザーラモンRG[注釈 21]

以下は7thシーズンまで出演していたが、8thシーズンに一度も出演していない者。
- 阿部哲子
- 雨宮萌果
- アンミカ☆
- 飯尾和樹（ずん）
- 岩岡徹（Da-iCE）
- 大和田伸也☆
- お侍ちゃん
- 狩野英孝
- 上村彩子（TBSアナウンサー）
- 北原里英
- 金田一央紀
- 小島よしお
- サーヤ（ラランド）[注釈 17]
- サンシャイン池崎
- 篠原梨菜（TBSアナウンサー）[注釈 22]
- 柴田理恵
- 田島直弥（アイデンティティ）
- 武元唯衣（櫻坂46）
- 辰巳琢郎☆
- デヴィ・スカルノ☆
- 土佐兄弟
  - 土佐卓也
  - 土佐有輝
- なえなの
- 八田亜矢子
- 馬場典子
- 東国原英夫☆
- ふくらP（QuizKnock）
- FUJIWARA
  - 原西孝幸
  - 藤本敏史[注釈 23]☆
- 古川洋平
- 松尾依里佳
- 宮川一朗太☆
- 村井美樹
- 本髙克樹（7 MEN 侍）
- 本村健太郎
- やくみつる
- 山本祥彰（QuizKnock）
- 山本里菜[注釈 24][注釈 22]

以下はかつて高頻度で出演していたが、留学、裏番組、就職などの理由で出演機会が無くなった者。
- 春日俊彰（オードリー）[注釈 25]☆
- 北川悠理[注釈 26]
- 児嶋一哉（アンジャッシュ）[注釈 27]
- 竹俣紅[注釈 28]
- 光浦靖子（オアシズ）[注釈 29]

伊沢推薦枠
5thシーズンより新たな解答者を発掘すべく新設。座席は現時点のランクに関わらず12番席で固定。主に山本祥彰、渡辺航平（こうちゃん）、福良拳（ふくらP）、須貝駿貴などのQuizKnockメンバーや、松嶋桃、古川洋平、でんがんなど伊沢と親交のあるメンバーが出演した。2020年11月11日放送分をもって廃止された。
クイズ猛者枠
2022年9月7日放送分より新設。座席は伊沢推薦枠と同じく12番席で固定。他局を含むクイズ番組などで活躍した者が参加する。また、伊沢不参加の特別編ではファイナルステージにて伊沢がクイズ猛者枠として参加する場合もある。

#### その他の解答者
高校生選抜チーム
夏期に開成高校（伊沢・水上・後藤の母校）、筑波大学附属高校（鈴木・岡本の母校）、栄東高校（大道の母校）、四天王寺高校を中心に現役高校生・高専生からなる高校生選抜チームが挑戦者として参加したことがある。1stシーズンと5thシーズン以降に行われる「東大王クイズ甲子園」では高校単位で3人1組のチームを組んで参加、2ndシーズンでは高校を混成した12人が「高校生チーム」として出場。後藤・東・大道は1度ずつ、岡本は2度高校時代に参加経験がある。
大学選抜チーム
早稲田大学・京都大学などの東大以外の大学生がチームを組んだもの。1stシーズンでは大学単位で4チームが参戦。前述した2校は上半期最強チーム決定戦にも出場した。山本祥彰は早稲田大学チームの大将として2度出演経験がある。
8thシーズンでは東京六大学チームとして、各大学の学生（東大のみOB）が2人ずつ、計12人で挑戦した。
一般応募枠チーム
予選に応募し通過した3名で構成されたチーム。参加は1stシーズンのみ。過去2チームが参加し、うち1チームは東大王チームを倒して優勝。その次の放送の上半期最強チーム決定戦では「一般王チーム」として出場した。
一般応募枠チームという名前でこそないものの、2020年9月23日放送分では視聴者代表12人VS東大王の対決が行われた。同日の放送は前半が12人選抜のための予選（こちらは収録）、後半が東大王VS視聴者チームの生放送での対決という形となっており、同放送で視聴者MVPとなった1名は後に通常放送回に登場した。
サブメンバー（候補生）チーム
前述したサブメンバーが正規東大王メンバーの敵として結成したチーム。
1stシーズンでは2回登場。1回目は特例として4人でチームを組んで参戦した（ステージごとに3人を選抜して着席する形を取っていた）。2回目は鈴木耀介が東大王チームに代理参加していたため3人だった。
5thシーズンでは当時の正規メンバー鶴崎・鈴木光・林・砂川とサブメンバー紀野・岡本・伊藤＋伊沢の4対4での対決が行われた。
エキシビジョンマッチ
新型コロナウイルスの流行によりスタジオに大人数を入れられない状況での特別編で登場。上記の「正規メンバーVS候補生+伊沢」に加え、同様に伊沢率いる「QuizKnockチーム」とそれぞれ4VS4で対決を行った。
4 - 5人制チーム
5thシーズン以降随時行われる特別編で登場。「プレバト!!俳句チーム」や「アイ・アム・冒険少年チーム」、「ラヴィット!チーム」などの同局の番組の出演者からなるチームや、「アナウンサーチーム」、「東京オリンピックメダリストチーム」など4 - 5人1チームで東大王と対決する。
プロフェッショナルチーム
6thシーズン以降随時行われる「東大王ガリ勉スペシャル」で登場。
「鉄道」、「恐竜」、「危険生物」など、特定の分野に詳しい専門家や芸能人4〜5人と対決する。
特別編チーム
TBSが携わるプロジェクトや舞台、国際的なイベントなどが近づくと、それらに因んだチームが解答者として参加することがある。
SDGs大使チーム
「地球を笑顔にするWEEK」の一環として登場。SDGsキャンペーン大使、同局の17名のアナウンサーからなる。 
この他、2023年5月20日放送の『一緒にやろう SDGsの日』の東大王ブロックでは、SDGs大使や「ひるおび」、「SASUKE」をはじめとするTBSの番組の出演者からなる「TBS番組チーム」が参加した。
オリンピアンチーム
東京オリンピックの開会を控えた週で登場。
TBSの東京オリンピックで解説を務める松田丈志が大将となり、同じく解説の潮田玲子、竹下佳江、TBSの東京オリンピック総合司会の安住紳一郎アナウンサー、TBSの山形純菜アナウンサーの他、7人のオリンピアンからなる。
舞台『ハリー・ポッターと呪いの子』応援大使チーム
2022年7月から上演の舞台『ハリー・ポッターと呪いの子』応援大使のバナナマンと同局の女性アナウンサー4名（江藤愛・日比麻音子・宇賀神メグ・田村真子）、助っ人の伊沢からなる。

## ルール

### 基本ルール
東大王決定戦
特番を含め4回実施。12人による個人戦で行い、筆記・早押し・実技などによる勝ち残り制で優勝（東大王）を決定する。
レギュラー初回の東大王決定戦決勝に進んだ伊沢・水上・鶴崎が初代東大王チームおよびセカンドステージ進出者4人をサブメンバーとして選出。第3回東大王決定戦でセミファイナル以上に進出した水上・伊沢・鶴崎・鈴木が2代目東大王チームに、次点だった砂川がサブメンバーとして選出された。
レギュラー最終回では「真の東大王」決定戦が実施された。全3ラウンド制で、セカンドステージと敗者復活戦は事前収録、決勝戦は生放送にて実施。
1stシーズン
東大王と3人1組のチーム（東大王を含め通常放送では3チーム、特番では5チーム）で対決する。
通常放送では前後半に分かれ、前半は書き問題、後半は書き問題の正解数に応じたライフを持ち筆記・早押し問題に解答。筆記不正解および相手チームが正解し指名された解答者がライフを失い、全て失うと脱落、全員失うと敗退。最後まで残ったチームが優勝となる。
特番では筆記・早書き・早押しなど4ステージに分かれており、各ステージ最下位が脱落。2チームによるファイナルステージを制したチームが優勝となる。
2nd - 7thシーズン
通常ステージと賞金を賭けたFINALステージで対決する。通常ステージでは芸能人チームが勝利する度にFINALステージでのアドバンテージが与えられる。FINALステージで芸能人チームが東大王に勝利した場合、賞金100万円が与えられる。
- 2ndシーズン前期 - 1対1早押しの場合 : 1勝する度にFINALに参加できる東大王の人数を1人減らすことができる（4ステージ以上行う回で4勝し東大王が0人になった場合はその時点で芸能人チームの勝利となる）。
- 2ndシーズン後期
  - 1対1早押しの場合 : 勝利数分芸能人チームの任意の解答者のライフを増やし、2回出場することができる。
  - 全員一斉早押しの場合 : 勝利数分ポイントを持ちリードした状態でスタートする。

- 3rdシーズン以降 - FINALステージに「最強の助っ人」として伊沢を獲得できるカードチャンスの挑戦権を獲得。特番では3枚中1枚、通常放送では2枚中1枚当たりが入っており、勝利数分カードを引き、当たりを引けば召喚することができる。カードは1枚ずつ引き、当たりを引いて余った分はこれまで同様ライフ・ポイントに換算される。尚、伊沢が大将を務める回では全員一斉早押しでは通常同様ポイントアドバンテージに、1対1早押しでは伊沢以外の解答者のライフを増やすことができる（当初は2勝までは伊沢以外のライフ、3勝で伊沢のライフを増やすことができた）。

2020年1月15日放送分以降からは大将が指定したファイナルステージ以外のいずれか1ステージに伊沢が自動的に芸能人チームとして参加するルールも導入された。特番では複数ステージに参加する場合もある。7thシーズン以降ではほぼ全ての回で伊沢が大将を務めており、カードチャンスは実質撤廃されている。
各シーズンとも東大王チームが10連勝を達成した場合は5thシーズンまでは東大王・サブメンバー・MCに「世界修学旅行」、7thシーズンでは豪華なご褒美が贈られる。
- 当初は中々達成できなかったものの、2019年1月9日（伊沢が卒業発表した日）から2019年3月20日までの10回を全て勝てば世界修学旅行獲得。1回でも負けた時点で卒業旅行なしというルールが発表。2月20日放送分で5連勝を達成したことから2つのプラン（「スタッフ提案の『イタリアの世界遺産を巡るツアー&伊沢が好きなサッカー・セリアA生観戦』」「ヒロミ提案の『ハワイでアクティビティとゴルフを楽しむ』」）が用意され、東大王チームはハワイ旅行を選択。3月20日放送分にて10連勝を達成しハワイ修学旅行を獲得。9月11日放送分でその模様が放送された。
- 3rdシーズンでは5月8日放送分から連勝を重ね、7月17日放送分で8連勝を達成したことで今回のプランとして「世界遺産の多いイタリア・中国・スペイン・フランス・オーストラリアの中からダーツで決定」を提示。さらに翌7月24日放送分では9連勝とリーチをかけたものの、前回から半年で達成目前ということから「京都・奈良」が追加。10連勝のかかった7月31日放送分ではダーツ盤が用意され、「8分割されたダーツ盤のうち4マスがスペイン、残りがイタリア・中国・フランス・オーストラリア、中央が京都・奈良」という配分だったが、芸能人チームが勝利したため修学旅行は獲得ならず。
- 4thシーズンでは2019年10月2日に水上が3月18日での東大王卒業に合わせ、2019年12月18日から2020年3月18日までの10回を全て勝てば世界修学旅行獲得。伊沢の東大王チーム卒業の時と同様、1回でも負けた時点で水上と一緒に10連勝はできないというルールが発表。2020年3月11日から3月18日にかけて放送された2週連続合体4時間スペシャルにて1年ぶりに10連勝を達成し、世界修学旅行を獲得した。なお、その後の水上の医師研修や新型コロナウイルスの流行に伴い保留状態となっていたため、7thシーズン初回にて当時の在籍メンバーに対し旅行券が贈られる形で補償された。
- 5thシーズンからは東大王チームが3連勝すると京都・奈良、5連勝すると沖縄か北海道、10連勝すると世界修学旅行の権利を獲得。ただし、到達した時点で獲得か続行かを決めなければならず、その後敗北し連勝がストップした場合は修学旅行も没収となる。なお、3連勝・5連勝・10連勝がかかる回には伊沢が大将としてフル参戦する。こちらも当初は修学旅行に言及されていたが、新型コロナウイルス流行後は「10連勝を目指す」という目標は提示されているものの修学旅行については言及されなかった。
- 7thシーズンでは10連勝時の賞品が「豪華なご褒美」に変更。ご褒美の内容については獲得時の世間の状況を鑑みて決定される。

8thシーズン
番組が募集した一般人の挑戦者と助っ人芸能人が東大王と対決する。
初期から2023年6月までのルール
挑戦者はサバイバル形式で3つのラウンドに挑戦。各ラウンドには門番として東大王が立ちはだかり、東大王に勝ち、指示された点数を獲得する、最後まで生存するなどの一定の成績をクリアしなければ次のステージに進むことはできない。尚、初回では第1の門・第2の門は上位から定められた人数が通過だったが第2回からはボーダークリア者であれば進出人数に上限はなくなった。また、クリア者が最低進出人数（第1の門→7人、第2の門→3人、第3の門→1人）に満たなかった場合は次点の該当者が繰り上げ進出、該当者が進出人数の残り枠数を上回っている場合は該当者間での早押しサバイバルマッチ（1問正解で勝利）の勝者が進出となる。
また、挑戦者に加え各門につき助っ人芸能人1人が参加。助っ人芸能人はボーダー以上の成績を残すか指示された点数以上を獲得した場合最後の門でのアドバンテージ（1vs1早押し・難問オセロの場合はライフが1つ追加、全員一斉早押しの場合は1ポイント追加）を獲得できる。
3時間枠では「クイズ王」、「U25」などのテーマに沿った3つの軍、計45名と戦う。第1の門のみ東・西・南の3軍に分かれて挑戦する。敗者による筆記ラウンド「復活の門」もある。第2の門で突破した者が合流して戦う。
2023年7月26日以降のルール
一般挑戦者と芸能人計12名に人数が削減される。挑戦者はいずれかの門で東大王に勝利すれば、最後の門に進出となる。
最後の門で東大王を破ることが出来れば生き残った挑戦者達で賞金100万円を山分けすることができる。
9thシーズン
スペシャルでは通常ステージと賞品をかけたファイナルステージで競う。
通常放送では通常ステージでのコイン獲得枚数が多かったチームが勝利となる。
通常ステージでは相手チームに勝つか既定のノルマを達成することでコインを獲得できる。
勝利したチームには豪華賞品が進呈される。

### 特殊な対決
4 - 5人制対決
上記の「プレバトチーム」「冒険少年チーム」など5人1組のチームで対決する特別編。通常回同様ゲストチームが勝利すれば賞金100万円獲得となる。
前後半に分かれ、前半はプレバトチームに対し「俳句・川柳穴埋めクイズ」、冒険少年チームに対し「サバイバル知識・実演クイズ」など比較的ゲストチームが有利なステージが、後半は「ひらめきルーム」「お絵描きリレー」など東大王に有利な通常のステージを実施。各ステージともゲストチームが勝利すれば伊沢獲得を賭けたカードチャンスに挑戦できる（冒険少年チーム、QuizKnockチームなどのメンバーに既に伊沢がいる場合は自動的にファイナルのポイントに換算）。
FINALステージでは東大王チーム3人 VS ゲストチーム5人の変則的全員一斉早押しクイズで対決。先に規定ポイントを取ったチームの勝利。
東大王クイズ甲子園
2020年より、夏季に行われる高校生・高専生によるクイズ大会。各地区予選を勝ち抜いた3人1組のチームがスタジオで対決し優勝を目指す。初回の2020年のみは番組が選抜した高校が本戦に出場。2022年以降は決勝戦は生放送で実施。
また、東大王チームもステージ・ブロック毎に3人を選抜して参加、さらに5thシーズンから7thシーズンまでは東大王チームを卒業していた伊沢も東大王チャレンジステージにて東大王チームとして参加。東大王が参加するステージでは高校生チームは東大王チームの得点を上回って次ステージへの進出を決めた場合、アドバンテージが付与される。
優勝チームにはトロフィーと副賞として「事前に希望した勉強やクイズ活動に必要な物品」が与えられる。さらに東大王チャレンジステージへの挑戦権を獲得。ハンデ無しで東大王に勝利することができればレギュラー放送回参戦権（第2回まで）、もしくは「もらえる副賞が倍増」（第3回）の特典が与えられる。また、第3回では前年優勝チームだった栄東・笠井チームは本戦シードとして予選から参加の栄東のチームとは別枠で参加権を得た。
ガリ勉スペシャル
「遊園地」「恐竜」など1つのテーマを提示し、そのテーマに対し東大王は1～2週間猛勉強を重ねたうえで、上述の「プロフェッショナルチーム」と対決。プロフェッショナルチームが勝てば賞金100万円獲得。7thシーズンからはこの回も東大王チームの連勝カウント・ストップに該当する。
東大王放送100回記念!東大王VS日本全国の視聴者!
2020年9月23日、番組放送から100回目を迎えたことを記念して、事前に予選を通過した一般視聴者200人が日本全国からリモートスタイルでクイズに参加。東大王メンバーとの対決で行われた。
放送は視聴者代表チーム12名を選抜する事前収録パートと、視聴者代表チームと東大王チームが直接戦う生放送パートからなる。対決終了後、ヒロミから視聴者チームのMVPが発表され、MVPに選ばれた一般視聴者は、10月21日放送の同番組で、芸能人チームと共に戦った。
毎日放送など同時ネットしなかった地域向けに、事前収録パートをダイジェスト編集+生放送パートをミックスした2時間放送バージョンが作られ、各地で順次放送された。
特別編
「地球を笑顔にするWEEK」によるSDGsクイズ、舞台「ハリーポッターと呪いの子」によるハリーポッタークイズなどテーマを決めて行う特別編。ゲストチーム・東大王チームも問題ごとにメンバーを変更して対決する。書き問題や「運命の選択バトル」方式のドボンクイズを行い、全問の合計得点が多かったチームの勝利。尚、結果に寄らず賞金・連勝カウント・入れ替えは発生しない。
東大王入れ替え戦
6thシーズンの開始に伴い、東大王チームを更に強化するべく、現行のメンバーとプロジェクト東大王選抜メンバーが、一軍メンバーの座を賭けて戦った。
戦いはプロジェクト東大王を生き残った8名と、5thシーズン最終回時点で在籍していた東大王レギュラーメンバーと候補生6名に分かれ、早押しクイズで、前者で3名、後者で4名選抜する予選パートと、予選を突破した6名による決勝戦「新生東大王 クラス決めサバイバル」からなる。
決勝戦の対戦カードは、第1試合はプロジェクト東大王選抜戦の3位vs現役東大王選抜戦の2位、第2試合は同様に2位vs3位、第3試合は1位vs4位で1vs1で早押しクイズを行う。勝者は6thシーズン初期の一軍に加入し、敗北者は二軍に加入する。

## 主なクイズ

### 現在行われているクイズ
◎は7thシーズン以前も行われていたもの。
間違えたら即脱落!ノーミス無双
勝負とは無関係のオープニングクイズとして実施される。時事や流行、数字などをテーマに筆記クイズが出題される。答えの文字数もヒントとして出ている。
全員一斉に制限時間内に筆記で解答し、正解なら次の問題に進めるが、不正解は即脱落。
最後の1人になった者には「無双」の称号と回替わりの賞品が与えられる。
知識と戦略でマスを取れ!難問オセロ◎
モニターに6×6の計36マスのオセロ盤が出され、最初は中央2×2の部分に通常のオセロと同様に赤と青の石が互い違いに2個ずつ置かれ、残りの32マスにテーマに沿った漢字問題が1問ずつ設定されている（テーマ例として「共通する頭文字で始まる漢字」「共通する送り仮名を持つ漢字」「植物や季節に因んだ漢字」など。角や縁のマスの問題は難易度が高い）。赤石が東大王、青石が相手チームとなり、順番にチームの解答者が1人ずつ通常のオセロ同様、縦・横・斜めに挟んで相手の石の色を変えられる問題のマスの中から1つを指定して解答（正解が複数通り考えられる場合はどの読みを答えても構わないが、問題テーマによっては考えられる読みを複数個完全解答しなければならない場合もある）。正解すればそのマスに自分のチームの色の石を置き、挟んだ相手チームの石の色を自分のチームの色に変える。正解した場合は相手チームに解答権が移動。不正解（時間切れも含む）の場合はその解答者が失格となり、同じチームの次の解答者に解答権が移動する（番号の変更は可能）。また、解答権が移動して来ても、挟んで消せるマスがない場合はパスとなり相手チームに解答権が移る。
チーム内で相談して解答するマスを選んでも良いが解答の相談は禁止。2020年6月10日放送分以降はソーシャルディスタンス確保の観点から解答席のマイクによる相談（やりとりはチームメイトのみ聞こえる）で実施。更に11月11日放送分と2024年3月13日以降はチーム内での相談が一切禁止された。
全てのマスが埋まる、両チーム打てるマスが無い場合はゲーム終了となり、その時点での獲得した石の多いチームの勝利（同数の場合は引き分け）。また、一方のチーム全員が失格になった場合は石の数によらずそのチームの敗北となる。
2018年4月15日放送分から2021年9月1日放送分までは毎回齋藤孝が問題を作成。角の4問は隠された状態で開始され、角が取れる状態で順番が回ってきて初めて指定することができるが、指定後に漢字がオープンされる上、1度指定したら正解が出るまで解答し続けなければならない。
順番は当初は芸能人チームが先攻、東大王チームが後攻で固定されていたものの、2018年10月24日放送分で辰巳の「順番が不利だ」という主張により先攻後攻を決めるジャンケンを実施。以降の放送ではこのジャンケンがルールとして定められ、大将同士によるジャンケンで先攻後攻が決められている。
2020年11月11日放送分を最後に4か月ほど行われていなかったが、2021年2月10日から9月1日放送分まではVer2.0と題され、角の問題4つが書き取り問題に変更された。モニターに筆記で解答する。
2022年4月20日放送分からはVer3.0と題され、右下の36番目のマスが「ヨコドリマス」となる。正解するとマスを獲得してひっくり返すことに加え、相手チームのマスを1つ横取りできる。ただ、横取りしたマスで挟めるマスをひっくり返すことはできない。ヨコドリマス導入により、2022年4月27日放送分からは中央2×2の部分にも数字が振られている。
2022年7月13日放送分からは、読みの文字数も指示される問題も出題される。拗音の位置も明かされる。指示された文字数以外の読みは不正解扱い。
9thシーズンでは筆記問題はランダムに配置されるようになった。東大王チームは3人を選抜し、残りの3人は見届け人席（別室）で試合を見届ける。不正解者は見届け人席に移動する。
一筆入魂!書き順サドンデス
まず小学校で習う漢字が提示される。各チーム1人ずつ、1画目から順番に書道用の筆と半紙を使って書いていく。
正解すれば次の人に順番が回り、不正解は即脱落。
最後まで書くことができれば1セット獲得。全問消化した時点で獲得セットが多いチームが勝利。
～気になる“街のアレ”クイズ～二択キングダム
身近な事柄に関する2択問題が出題される。
芸能人チーム→東大王チームの順に1人1問ずつ口頭で解答していく。
15問ずつ出題され、芸能人チームは8問以上正解でコイン1枚、13問以上正解で2枚獲得できる。東大王チームはノルマが2問ずつ多い。
スピードアンサーシリーズ
あるジャンルに沿った問題をノルマ数正解するまでのタイムを競う。正解ノルマは2018年7月22日放送分までは東大王チーム15問・芸能人チーム10問、2018年9月2日放送分からは東大王チーム12問・芸能人チーム8問となっている。
まずは先攻のチームが挑戦。解答権は1人ずつリレー方式で回っていき、挑戦中はタイマーがカウントアップされ計測。後攻のチームの挑戦中はタイマーがそのタイムからカウントダウンされ、タイマーが0になる前にクリアすれば後攻チームの勝利、タイムアップ（先攻チームのタイムをオーバー）した場合先攻のチームの勝利。規定本数先取した方がこのステージにおける勝者となる。
相手のタイムを上回れ!スピードアンサー◎
1問ごとに解答台まで行って解答。解答権は一回のみ、解答を終えた後は正誤によらずチームの待機場所に戻り、遮断機の横にあるボタンを押し、遮断機を上げて次の解答者を出発させる必要がある。分からない場合はパスしすぐに戻ることでタイムロスを防ぐこともできる。同じ問題を3人連続で誤答・パスした場合は次の問題に移る。規定時間を過ぎた場合はタイムオーバーとなり打ち切りとなる。
相手のタイムを上回れ!円卓スピードアンサー◎
2020年7月1日放送分から2022年3月までは、新型コロナウイルス感染対策の一環として「円卓スピードアンサー」にリニューアルされた。各チーム代表者を4人ずつ選抜して四角形のテーブルに座り、1人ずつ解答する。解答後は正誤によらず中央のカメラが右に90度回転して次の解答者に順番が移る。ターンごとに解答者を交代して行う。
走れ!スピードアンサー
解答の手順は初期と同じだが、問題は解答台まで行かないと見られない。
制限時間内に10問正解すればコインを1枚獲得できる。
映像筆記クイズ
ある企業に取材した映像を基に2択クイズが出題される。
両チーム全員一斉筆記で解答し、正解なら1ポイント獲得。
全問消化した時点で総得点が多いチームが勝利。
THE受験王
関東の私立中学校の入試問題を基にした問題が出題され、チーム一斉に筆記で解答する。
1校ごとに4 - 5問出題され、東大王チームは全問題数の概ね半分、芸能人チームは東大王チームより1問少ないボーダーラインが定められ、ボーダーを突破できた者は生存して次の学校に進出できる。脱落者は見届け人席に移動する。後半の学校になるほどボーダーも高くなっていく。
最後まで生存した者が多いチームが勝利。

#### ファイナルステージ（9thシーズン）
サバイバルラリー
各チーム、前ステージまでに獲得したコインの枚数だけの人数を選抜する。
まず3文字の単語が提示され、その単語から1文字変えて単語を作る。
芸能人チームを先攻に制限時間内に1つずつ解答していく。正解なら生き残って相手チームに順番が回り、不正解は脱落して同じチームの次の人に順番が移る。判定には広辞苑を使用する。
相手が全滅するまで正解し続ければ勝利。

### 2nd - 7thシーズンに行われていたクイズ
複数回に渡って行われたクイズを抜粋して説明する。なお、最終的な得点を競うクイズでは、基本的に逆転不可能となった時点で打ち切られる仕組みになっている。
- 以下は7thシーズンに一度でも行われたクイズ。

トップを狙え!早書きバトル
全員一斉参加の筆答問題。徐々にヒントが追加されていく映像問題が出題され、映像が終了するまでにモニターに解答を記入する（分かった時点で解答していいが、解答を書ききってからは書き直し不可、書ききるまでであれば書き直し可）。映像終了後に両チームの解答を開けて正解者を発表後、実際に書いている様子の映像を用いて順位判定を行い、最初に正解を書き終えた解答者のチームに30点、2位の解答者のチームに20点、3位の解答者のチームに10点が加算される。規定問数終わった時点で得点の多いチームの勝利。正解者が1人しかいない場合や、正解者が一方のチームに集中しステージ全体での勝敗が決した場合は順位判定の映像確認は行われない。また、問題によっては正解と判定された解答者がその後解答を変えない範囲で内容を付け足す（例として、名前の一部分のみでも正解とみなされる人名の一部分のみを書いたのちに残りの名前の部分を書く）行為を行うこともあるが、この場合は付け足しを終えた時ではなく最初に正解と判定された時点での解答着が有効となる。
また、同じ形式のステージとして、実際のサムネイルを基にYouTuber・芸能人、あるいはエピソードや経歴、生態にちなんだ架空のサムネイルを基に歴史上の偉人や生き物を当てる「YouTube サムネイルクイズ」、アカペラや吹奏楽を聴いて曲名を答える「演奏早書きバトル」、一般人立ち入り禁止のエリアを従業員が撮影し、その映像を基に施設などを答える「スマホで撮影クイズ」が出題される。
縦・横・斜め ナラベル4!
あるテーマに沿って白・緑・黄・紫の漢字の読み問題が各難易度3〜4問ずつ用意。解答者はその中から1問を選び解答し、正解すればその色に対応した場所にコマを1つ落とす。候補が2列ある場合はどちらの列に落とすか選ぶことが出来る。コマは1列につき6個まで置くことが出来る。正解した問題は除かれ新たに同じ難易度の問題が補充される。交互に解答し、先に縦・横・斜めのいずれかで自チームのコマを4つ並べたチームの勝利。不正解の場合はその解答者は失格となり次の解答者に移る。解答者が全滅した場合は状況に関わらず負け。全42マスを埋めてもどちらとも4つ揃わなかった場合はドロー。チーム内でどこの列を狙うかの相談は可能だが解答に関する相談は禁止。ハンデとして芸能人チームが先攻かつ1番席の解答者から解答する。
|    |    |    |    |    |    |    |
|    |    |    |    |    |    |    |
|    |    |    |    |    |    |    |
|    |    |    |    |    |    |    |
|    |    |    |    |    |    |    |
|    |    |    |    |    |    |    |
| A  | B  | C  | D  | E  | F  | G  |
| 紫 | 黄 | 緑 | 白 | 緑 | 黄 | 紫 |

映像筆記クイズ
芸能人・東大王ともに全員一斉に解答する筆記クイズ。得点は芸能人チームは1人1問正解につき10点、東大王チームは1人1問正解につき20点。チーム全員が正解した場合は通常得点の倍を獲得となる。全問消化した時点で得点の多いチームの勝利。
内容は回によって異なり、教科書に載らない事柄が問われる「教科書の裏側クイズ」、東大王メンバーが生まれる前の映像を使った「東大王が生まれる前!」、関東の名所や鉄道の路線に沿った順番で出題される問題、最新の時事やニュース、世界遺産、海の生き物に関する問題などが出題される。回や問題によっては4択の選択肢が与えられる場合もある。
12アンサーズシリーズ
同時に複数の問題が出題され、番号を指定して答える。
初回では、両チームの大将によるじゃんけんで先攻と後攻を決めた（2セット目は先後攻が逆になる）が、それ以降はクイズの種類によって決め方が違う。
番号を指定して答え、正解なら同じチームの次の人、不正解は相手チームに解答権が移る。
数字を埋めろ!12アンサーズ
1〜12までの数字を答えとする問題が10問出題される。順番は、芸能人チームの大将が先後攻を選ぶ。
A〜Jまでの番号を指定して口頭で答える。なお、答えとなる数字は重複しない。
ラストワンをゲットせよ!12アンサーズ
漢字の読み、物の名前など、共通の頭文字を持つ問題が12問出題される。1〜12までの番号を指定して口頭で答える。順番は、奇数セット目は芸能人チームが先攻、偶数セット目は東大王チームが先攻である。
このクイズに関しては東大王チームは60分枠では1セットごとに解答者の一部を交代して挑戦する。
2019年12月18日放送分から、不正解は即脱落、先に全滅したチームが負けというルールも追加された。最後の1問を答えた人がいるチームが1セットを獲得。
2019年11月までは、1問でも全員不正解だった場合はドローだった。
2020年12月16日放送分では、共通の頭文字ではなく、2020年に話題になった時事問題をテーマに出題された。頭文字は明らかになっている。
先に2セット獲得したチームの勝利。
みんなで伝えろ!お絵かきリレー
各チーム絵を描く人（芸能人チームは4人、東大王チームは3人）と解答者1人を選抜する。交互に童話、偉人、名所などの5〜7つのテーマから1つ選び、テーマに沿ったお題が出題されるので、お題の絵をキャンバスに描いて解答者に伝える。なお、文字や国旗、記号は禁止で、描いてしまった場合は強制的に不正解扱いとなる。当初は全ての絵を黒のペンで書いていたが、現在は解答者ごとにペンの色が変えられている。
絵を描く人は1人あたりの制限時間は20秒で、時間が無くなると次の人に引き継がれる。全員が描き終えたら解答者はお題を口頭で答える。
正解すれば10点を獲得できる。各チーム2〜3問ずつ挑戦し、全問消化した時点で得点が多いチームが勝利。問題ごとに解答者を交代して行う。
チームの答えをかけ合わせろ! ランキングエックス
あるアンケートや統計データを基にしたランキングの上位10項目を答える。各順位の項目値は明らかになっている。
東大王チームは3人、芸能人チームは4人を選抜し、芸能人を先攻に1人1回ずつ口頭で答える。アンカー以外は正解すれば順位分のポイントを積み立てられる。アンカーの解答は「Xアンサー」とされ、それまでに獲得した得点が少ないチームから解答する。正解すればアンカー以外が積み立てた得点にアンカーが当てた順位をかけた積のポイントを獲得できる（例えば、アンカー以外が2位、6位を正解し、アンカーが7位を正解した場合は、（2+6）×7=56ポイントを獲得できる）。なお、Xアンサーが11位以下だった場合、または、アンカー以外の解答者全員の順位が11位以下だと、Xアンサーがたとえ10位以内であっても、0ポイントになってしまう。
2021年5月12日放送分より、問題に沿った12 - 15個の選択肢が与えられることもある。
2022年4月27日放送分では、東大王チームは1人のみを選抜して戦い、1人で3つ解答した。
解答者を代えつつ3問行い、全問消化した時点で獲得したポイントが多いチームが勝利。
間違いは1つ!運命の選択バトル
あるテーマに沿った択一問題が出題される。
各チーム解答者4人と、人質を1人ずつ選抜する。まず「実在する○○」「水に浮く野菜」などのテーマと選択肢が9つ与えられる。芸能人チームの大将が先後攻を選び、先攻から1人ずつ、テーマに合うと思う選択肢の番号が書かれた鍵を爆破装置に刺す（あるいは問題テーマを実際に行う）。正解すれば相手チームに順番が移り、1つだけ含まれているテーマに反する選択肢を選んでしまうと爆破装置が作動し、人質に炭酸ガスが噴射される。
不正解を引かなかったチームは10ポイント獲得できる。不正解を誰も選ばずに終えた場合ドローになり、両チームに10ポイント付与される。全問消化した時点で得点が多いチームが勝利。
2021年6月9日放送分では、「仲間を救い出せ！運命のボタンクイズ」として行われた。この際は1チームずつ挑戦し、選択肢が7つで不正解が2つ含まれており、正解数×10ポイントを獲得できた。
40秒でひらめけ 知識不要の推理クイズ
身近な事柄に関するクイズが出題される。
東大王チームは3人、芸能人チームは3 - 5人を選抜する。まずある映像を見て、映像終了後に出題される「素朴な疑問」などのクイズに筆記で解答する。1問あたりの制限時間は40秒で、20秒経過時点でヒントも与えられる。
問題の難易度は初級、中級、上級の3段階に分かれており、芸能人チームは初級は下段5名、中級は中段4名、上級は上段3名が解答する。東大王チームは難易度毎に解答者を交代する。
解答を済ませたらボタンを押して待機する。ノーヒントでの正解は1人につき20点、ヒントありでの正解は1人つき10点積み立てられ、不正解は0点。
全問消化した時点で合計得点が多いチームが勝利。
超えたらアウト! バーストナンバー
まずスポーツ、文学などのジャンルが与えられ、芸能人チームを先攻にジャンルを1つずつ選択する。
選択したジャンルに沿った問題と項目が12個提示される。芸能人チームの大将が先後攻を選び、先攻から項目を1つずつ口頭で選択する。芸能人チームは中下段の解答者に限り、相談しての解答が可能（解答順は「熟語陣取り合戦」と同じ）。
選択した項目の問題になっている数値を積み立てていき、山里が指定した「バーストナンバー」を超えなければセーフで相手に解答権が移り、到達してしまうとアウトで相手チームは10ポイント獲得。3巡繰り返して「バーストナンバー」に到達しなかったらドロー扱い。なお、どの項目を選択しても「バーストナンバー」に到達することが確定した場合、その時点でそのセットは負けとなる。
全問消化した時点で得点が多いチームが勝利。
ど真ん中はアウト! プレッシャーチョイス
東大王チームは1人、芸能人チームは3 - 4人を選抜する。
まず曲名、建造物などの項目が9個提示される。1問目のみ芸能人チームが先後攻を選び、先攻から1つずつ項目を選ぶ。項目を発売年や高さなどの数値の昇順に並べた時に中央（5番目）に来るものを選択するとアウトで相手チームが1セット獲得。なお、誰も5番目を選ばずに終えた場合はドローになる。
全問消化した時点で獲得セット数が多いチームが勝利。
中3まで生き残れるか? 懐かし教科書テスト
義務教育レベルの択一問題が出題される。概ね10〜12問出題され、小学校1 - 3年レベルは2択、小学校4 - 6年レベルは3択、中学校レベルは4択となる。科目名は出題前に知らさせる。
制限時間内に筆記で解答し、正解だと次の問題に進めるが、不正解は即脱落。
全問消化した時点で生存人数が多いチームが勝利。
電光石火で札をとれ! 教養カルタ
東大王チームは1 - 2人、芸能人チームは4人が代表者となり、それぞれ1人、2人を選抜する。
まず都道府県、生き物などのテーマに沿った札が9枚提示される。ヒントが読まれるので、解答者はヒントに合う札が分かったら、正解だと思う札の番号が書かれたボタンを押す。正解だと1ポイント獲得。お手つきはその問題のみ解答権を失う。正解できなかった人は控えの解答者と交代する。4ポイント先取したチーム（或いは9問終えた時点で獲得ポイントが多いチーム）が1セット獲得。
代表者を変えつつ3試合繰り返し、2セット先取したチームが勝利。
最後まで勝ち残れ! 早書きボーダーライン
まず日本語、地理などのテーマが提示され、テーマに関する筆記クイズが5問出題される。
全員一斉に筆記で解答する。一定時間経過するとヒントも出される。1問毎に12名（初回は11名）→8名→5名→3名、と定員が定められており、正解者数が定員に達したら終了。正解者は次の問題に進めるが、正解できなかった者は脱落。定員が埋まるまでなら何回間違えてもペナルティは無い。
最後まで残れた人数×10点獲得。なお、最終問題を待たずに一方のチームが全滅した場合はその時点で打ち切りとなる。全問消化した時点で得点の多いチームが勝利。
答えて挟め! ランキングオセロ
あるアンケートや統計データに基づいたランキングの上位13項目を解答する。
芸能人チームは6名を選抜し、東大王チームは全員参加。芸能人チームを先攻に1つずつランキングに入っていそうな項目を口頭で解答する。解答がランキングに入っていればその順位のマスを獲得できる。1位と13位は予め明かされており、芸能人チームは1位のマス、東大王チームは13位のマスを初めから獲得状態となっている。オセロの要領で獲得したマスで挟める相手のマスをひっくり返すことができる（ランキングが飛び石的に埋まっていても獲得できる）。
不正解の場合は失格となり相手に解答権が移る。
どうしても分からなければ好きな順位のヒントを聞ける「ヒントチャンス」も1人につき1回使える。行使した人は失格となるが同じチームの次の人に解答権が移る。移ってきた解答者が連続してヒントチャンスを行使しても構わない。ただ、既にヒントが出ている順位は指名できない。
ランキングが全て埋まった時点で獲得したマスの多いチームが残り人数×10ポイントを獲得。全問消化した時点で得点の多いチームが勝利。
- 以下は2nd - 6thシーズンに行われたが、7thシーズンに一度も行われてなかったクイズについて説明する。

交互に答えろ!サバイバルラリー
答えが複数ある多答問題にチームが交互に1人ずつ解答。不正解、もしくは制限時間15秒の間に答えられなかった場合その解答者は失格。先に解答者が全ていなくなってしまったチームの敗北。失格した場合はそのまま同じチームの次の解答者に解答権が移り、正解者が出るまで相手チームに解答権は移動しない。また、全ての正解が出た場合は残り人数によらず引き分けとなり、全員復活してもう1問行う。規定セット先取したチームの勝利。
答えてひらめけ!12面パズル
設定されている得点が異なる10個の問題ジャンルの中から大将が答えるジャンルを指定。1ジャンルにつき12問あり、それぞれにある都市の写真を12枚のジグソーパズル状に切ったピースが割り当てられている。チーム全員が1人ずつ番号を指定して解答し、正解すればその部分のパズルのピースを獲得。全員が解答を終えた後、正解した部分のみにパズルのピースが嵌まった写真を見て、大将がどこの都市の写真なのかを答えられれば設定された得点を獲得。これを交互に3ターン行い、最終的に得点が多かった方が勝利となる。なお、その地の名所や有名な建物など大きなヒントとなる場所のピースの番号は赤く指定されている。解答権は各チームとも1人1回のため、東大王チームは最大4枚しか獲得できない。
数字を当てろ!ドンピシャナンバー
全員参加の近似値問題。まず答えが割合・金額・人数などの数値になる問題が出題され、全員が一斉に解答。正解に最も近い数字を書いた人のチームに30点、2番目の人のチームに20点、3番目の人のチームに10点が加算される。ただし、差が同値だった場合は同着と扱い、全員が高い方の順位の得点を獲得。その下の順位になった人も順位の繰り下がりは行われない（例えば1位の人が2人いても、次の順位の総合3位の人は2位であり、そのまま3位=総合4位の人まで得点が与えられる）。また、正解の数値をちょうど当てた場合は100点を獲得できる。規定問題数を消化した時点で得点が多かった方が勝利。
正解をつかめ！3択フラッグス
東大王・芸能人それぞれ1人ずつが代表となり、1対1で対決するステージ。対決する2人はA・B・Cの3つの旗が用意されている机を挟んで向かい合って立ち、その状態で3択問題が出題。出題された後、正解だと思う旗を速やかに奪取。両者が1本ずつ旗を手に持った状態で正解発表となり、正解者は生き残り間違えた方は脱落。その後、両チーム代表を交代し（残り1人の場合は交代なし）、次の代表同士で戦い、不正解者が脱落…という流れを繰り返し、先に全滅した方が敗北、相手を全滅させた方が勝利となる。なお、両チームが誤答の選択肢を選んだ場合はドローとなり、次の問題が出題される。
旗は1本しか取れないが、一度取った旗を戻して別の旗に変更することは認められている（既に相手が取った旗を奪うことはできない）。また、問題は3つの選択肢が公開され、その後に問題文が明かされるという形で出題されるため、選択肢を聞いた段階で問題の予想や旗を取る事も可能。
なお、旗は東大王側から見ると左からABCの順、芸能人側から見るとその逆の順に並べられている。
クイズマラソンシリーズ
まず特定のジャンルに沿った8問の問題が「レース」として出題（一般正解率が高い順に1番～8番の番号がついている）。その後、1番から順に筆記で解答する。制限時間は1問につき10秒、正誤判定は1問が終了するごとに行われる。
めざせ全問正解!クイズマラソン
全ステージ、全員参加で行う。誤答・時間切れはそのレースは脱落。8問全問正解すれば「完走」となり、各チームには完走者の数×10点が与えられ、チーム全員が完走した場合は獲得できる得点は倍になる。
2018年4月15日放送分では林修が作成した8問で最終レースが行われ、このレースに関しては1人完走するごとに20点となる。
間違えやすい2択マラソン
東大王チームは2人、芸能人チームは3人を選抜して、2択問題に解答する。問題によっては、出題から5秒後に2個目の選択肢が提示されるものもある。何回間違えてもペナルティは無く、8問終えた時点で正解した問題数分のポイントを積み立てられる。レースは初級、中級、上級、超級の4ステージに分かれており、難易度毎に解答者を交代して挑戦する。
全レース終えた時点で得点が多いチームが勝利。
漢字一文字連想クイズ
両チームそれぞれ1人ずつが代表となり、1対1で対決する。
指定されたテーマに沿ったお題が出題され、代表者以外はヒントとなる漢字を一文字ずつ書く（チーム内の相談は禁止）。ヒントの漢字は必ずしもちゃんと答えにつなげる必要はなく、重複やミスリードを防止するためあえて間違った文字を使うことも可能。熟語の一部を使うときに画面の中央ではなく端によせて熟語の最初・最後の文字が書かれていることを暗示するなどといったことも認可されている。なお、お題の名前に使われている漢字は、カタカナがお題となる場合はそれを漢字表記した字（イタリアにおける「伊」など）、書物がお題になる場合書物の著者の名前に使われている漢字などは禁止となる。
その後、チームメイトのヒントを元に、東大王→芸能人の順に答える。正解すれば10点獲得。
これを代表者を代えつつ繰り返し、全ての問題を消化した時点で得点の多いチームが勝利。
目指せオンリーワン! オリジナルアンサー
正解が複数あるお題が出題され、解答者全員が「他の人と重複しないであろう解答」を書く。
書いた解答が東大王チーム、芸能人チームの誰とも重複しなければ10点獲得。さらに、チーム全員の解答が誰とも重複しないパーフェクトで倍の点を獲得。解答が重複した場合は0点、無解答および誤答は−10点となる。最終的に得点の多いチームの勝利。
ストライクを狙え!クイズボウリング
提示された10個の問題ジャンルの中から監督（東大王チームは大将）が答えるジャンルと1投目・2投目の解答者を指定。解答者は1投目は1人、2投目は東大王チーム1人・芸能人チーム2人となっている。
1つのジャンルで問題は10問あり、10問全てを1投目で正解した場合は「ストライク」となり、1投目で正解できなかった問題は2投目の解答者が答える。1投目・2投目合わせて10問全て正解した場合は「スペア」となる。なお、問題形式には10問の問題が独立に出題される場合と条件を満たす10個のものを答える多答問題になる場合があり、前者では解答と番号が一致していなければ不正解だが、後者の場合は正解に入っているものを書いていれば順番によらず正解になる。
最終4フレームのみ3投となっており、全投1人となる。得点システムはボウリングと同じであり、全4フレームを終えた地点で得点の高かったチームが勝利。
2018年9月16日放送分では芸能人チームは「監督チャンス」として1回だけ1つの問題の答えをオープンすることができる。
言葉を埋めろ!閃きバトル
サラリーマン川柳やシルバー川柳などの川柳・短歌の穴埋め、もしくは謎かけの空欄を埋める問題が出題される。解答者は分かった時点でモニターに解答を記入しボタンを押す事で「閃いた!」と意志表示される。一度ボタンを押したら解答は変更できない。時間経過によってヒントも追加される。
先にボタンを3人（当初は4人）が押したチームが解答権を獲得。解答権を獲得したチームは全員で一斉に口頭で解答し、同時に解答もオープン。全員正解なら30点（初回のみ10点、4人解答時は40点）、ただし1人でも不正解者がいれば1人につき−10点（初回のみ人数に関係なく−10点）となる。なお、結果によらず得点の判定が行われた時点でその問題は終了となる。
これを繰り返し、規定問題数が終了した時点で得点が高かったチームが勝利。点数が同じならもう1問出題される。
レースクイズ
「平成30年」「日本を縦断する新幹線」「2020年」などを3つに分け3レースのクイズを行い、問題の年や都道府県、出来事に関する筆記クイズを出題する。
1レースごとに東大王チームは全員、芸能人チームは6人を選抜し、その中から1人を代表して筆記クイズに答える。正解なら次の人と交代し、不正解は脱落。各レース終了時に残っていた人数×10点を獲得。3レース終えた時点で合計得点の多いチームの勝利。仮に一方のチームが全滅しても、全問を消化するまでもう片方のみでクイズは続行となる。
知力と推理力で勝負!ランキングサバイバル
アンケートや統計調査を基にランキングの上位項目（主に16 - 20位）を答える問題が出題される。適宜、頭文字や文字数などのヒントも与えられる。
東大王チームは1人2つずつ、芸能人チームは1人1つずつライフが与えられる。まず両チームの大将によるじゃんけんで先攻と後攻を決め、交互に1人ずつ1位から順番に口頭で答える。
正解なら相手に解答権が移り、不正解（ランキングに入っていても順位が違えば不正解扱い）はライフが1減り同チームの次の解答者に解答権が移る。ライフが0になった解答者は解答権を失う。
2019年12月18日放送分では、ランキング形式ではないものの、年号を遡ってその年に関する項目を答えるクイズも出題された。
ランキングが全て埋まるor片方のライフが無くなった時点でそのクイズは終了し、残りのライフ×10点を獲得。
チーム全員が1度も間違えなかった（ライフがすべて残っている）場合は通常得点の倍（芸能人チームは240点、東大王チームは200点）を獲得。
全問消化した時点で得点の多いチームの勝利。
頂上を目指せ!漢検クライマー
漢字の書き取り問題が出題される。問題は5段階に分かれており、芸能人チームは漢検の5級→4級→3級→2級→準1級レベル、東大王チームは4級→3級→2級→準1級→1級レベルで構成される。
交互に1人ずつ順番に、出題される文のカタカナ部分を漢字に直す問題に答える。正解なら1つ上の級に上がり、不正解はそのまま（初回のみ1つ下の級に下がる）。正誤に関わらずチームの列の最後尾に並び、次の人と交代する。なお、初回のみ10問ずつという問題数制限もあった。
先に最上級の問題を正解し頂上に到達したチームor10問ずつ終えた時点で上段にいたチームが1セットを獲得。
先に2セット獲得したチームの勝利。初回では1セットで勝利で、決着が着かなければもう一試合行う。
早書きクイズ!あるなしディクショナリー
○○にあって△△にないという形式で、ある側の共通点を答えるあるなしクイズが出題される。
筆記クイズで、正解が早かった上位4人にそれぞれ50点、40点、30点、20点が与えられる。制限時間の2分以内に答えられない場合は一人につきマイナス10点。
ワードは最初は2つずつだが、制限時間が減るにつれてワードやヒントが追加され、最終的には6つ・ヒントも2つの状態になる。
全問消化した時点で得点の多いチームの勝利。
ボキャブラリーで勝負! 類語シャウト
単語の類義語を答える問題が出題される。頭文字や文字数のヒントも与えられる。
東大王チームは4人、芸能人チームは3人を選抜する。分かった人はボタンを押し、東大王チームは3人、芸能人チームは2人押せば解答権を獲得でき、一斉に口頭で答える。一定時間経過しても両チーム解答権を得られない場合には追加でヒントが与えられる。時間切れになるとドローになり、次の問題が出題される。
問題の難易度は初級・中級・上級・超級の4段階で、1段階につき3〜5問出題される。全員正解なら初級なら10点、中級なら20点、上級なら30点、超級なら50点獲得でき、1人でも不正解がいた場合、同じ点数が減点される。
全問消化した時点で得点の多いチームが勝利。
難易度ごとに解答者を交代して行う。
東大王チームは候補生4人全員が参加し、合計8人で交代しながら行う。
閃きで勝負! しりとりカードバトル
カードを使ったしりとりを行う。東大王チームは2人、芸能人チームは2人ペアを2組選抜し、4組計6人で挑戦する。
まずカードが3枚ずつ（初回では5枚ずつ）配られ、解答者は山札の文字から始まり、自分の持っているカードの文字で終わる3文字以上の単語を答える。判定には広辞苑を使用する。正解（名詞以外でも載っていれば正解扱い）ならばそのカードを捨てられる。時間切れや広辞苑に載っていない言葉を答えた時はカードを捨てられずに次の人に順番が回る。
カードには、ひらがなが1文字書いてあるもの以外にも、特定の行ならどの文字としても使えるものや、文字数制限のあるもの、次の人の順番を飛ばすものなども存在する。答える時は拗音にしたり、濁点・半濁点を着脱したりすることも可能である。
1位抜けすれば10点、6文字以上の単語を言えば芸術点として5点を獲得できる。最後の1枚の時は4文字以上でなければならない。誰も答えられずに1周したら更に1枚引いて山札の文字を変更して続行する。
全セットを終えた時点で最終的な得点の多いチームの勝利。セットごとに解答者を交代して行う。
正しい順位に並び替えろ!ドカーンファイブ!
提示された項目をランキングの順番に並べ替える問題が出題される。
東大王チームは3人、芸能人チームは4人を選抜し、芸能人チームの大将が先後攻を選ぶ。交互に8個（初期は10個）の項目から5個を選び、指定された順番に並べる。順位と項目が一致していれば確定となるが、1つでも違っていると確定した項目を残して相手に順番が移る。項目が全部埋まるまで繰り返される。ランキングを完成させたチームが1ポイントを獲得。
先に指定されたポイントを獲得したチームが勝利。ターンごと（回によってはセットごと）に解答者を交代して行う。
正解でSTOPせよ!4択クロック
選択肢が全て数字の、ある統計データに基づいた4択問題が出題される。
東大王チームは1人、芸能人チームは2人（相談は可）を選抜する。
まずアナログ時計に見立てた、90度ずつに4等分された画面と針が中心に表示される。針は12時の位置から時計回りに周るので、針が12時、3時、6時、9時の位置に到達するごとに選択肢が1つずつ明らかになり、解答者は自分が正解だと思う選択肢の所に針が到達した時点で早押しボタンを押して答える。
正解なら得点（後半の問題になるほど高得点）を獲得できる。解答権は1問につき1人1回のみで、1問ごとに次の人と交代する。
全問消化した時点で得点が多いチームが勝利。
言葉を引き出せ!穴埋めワードバトル
頭文字と最後の文字が指示されるので、条件を満たす単語を答える。
東大王チームは2人、芸能人チームは3人を選抜する。制限時間内に、指示された文字の条件を満たす単語を筆記で解答する（相談は禁止）。なお、濁点や半濁点をつけたり、拗音を接続したりしてもよい。判定にはデジタル大辞泉と日本国語大辞典を使用し、載っていない言葉は不正解となる。チーム内の正解の中で文字数が最も多い解答の文字数分のポイントをそれぞれ獲得できる。すなわち全員不正解の場合は0点。
問題ごとに解答者を交代して挑戦し、全問消化した時点で得点が多いチームが勝利。
限定2択クイズ!○○or△△
オープニングクイズとして行われ、クイズの進行表では「OP」と表記される。
選択肢が全て固定された2択問題が出題される。芸能人→東大王チームの順番に一人ずつ、指示された選択肢で5秒以内に口頭で答える。
2択問題とは別に、17分割された写真が表示され、2択問題に正解すれば1箇所ずつ明らかになっていく。全員が2択問題に答え終えた後に、各チームの大将が写真が表す有名人が誰かを筆記で答える。芸能人チームのみが正解すればアドバンテージを獲得できる。
2022年3月23日の放送では、この回で卒業した北海道出身の紀野紗良、沖縄県出身の砂川信哉にちなんで、「砂川信哉・紀野紗良卒業記念 2択クイズ」として、北海道か沖縄県を選択解答するクイズ行われた。
タイムアタック! ダルマ落とし
正解が6つある問題が出題される。
各チーム3人ずつ選抜し、芸能人チームを先攻に動物、音楽などのジャンルから1つ選び、1人1項目ずつ口頭で答える。各項目の頭文字は明らかになっている。
正解なら次の人に順番が移る。何回間違えてもペナルティは無いが、正解するまで答え続けなければならない。なお、問題には正解が6通り考えられる多答問題と、アンケートや統計データの上位6項目を答える問題があり、後者の場合は順位を指定して解答し、順位と項目が食い違っていると不正解扱いになる。制限時間は芸能人は概ね100 - 120秒で、東大王チームは芸能人チームよりも20秒短い。全て正解すれば残り時間分の得点を獲得できる。
各チーム3問ずつ終えた時点で得点が多いチームが勝利。
2021年2月3日放送分より、どうしても分からなければ解答を1度だけパスできる「パニックパス」を1問につき1度だけ行使できるようになった。ただし、行使すると制限時間が10秒減らされる。
閉じる前に答えろ! ひらめきルーム
画像と法則の2種類のひらめきクイズが出題される。
東大王チームは2人、芸能人チームは3人を選抜し、仕切られた個室で待機する。奇数セット目は芸能人チーム、偶数セット目は東大王チームが画像ひらめき法則ひらめきの一方を選び、相手チームは選ばなかった方を制限時間内に口頭で答える。1人あたりの制限時間は60秒で、制限時間内に正解すれば生き残って相手に順番が移る。制限時間内なら何回間違えてもペナルティは無く、制限時間が進むにつれて個室のシャッターが下がって行く。時間切れになるとシャッターが完全に閉じられ脱落し、同じチームの次の人に順番が移る。出題から一定時間が経つとヒントも出される。
先に全滅したチームが負けで、相手は1セット獲得。セットごとに解答者を交代して行い、先に2セット獲得したチームが勝利。
敵の陣地を奪い取れ! 熟語陣取り合戦
提示された33文字の漢字を使って熟語を作る。両チームの大将のじゃんけんで先後攻を決め、先攻から漢字を2文字以上使って熟語を作り、口頭で答える。正解すれば使用した漢字のマスがチームカラーの色で塗られ、陣地を獲得できる。正誤に関わらず相手チームに解答権が移る。相手が獲得した陣地の漢字マスを使ってマスの色を塗り替えることも可能だが、まだ埋まっていない白いマスを少なくとも1文字使用しなければならない。1人あたりの制限時間は東大王チームは20秒、芸能人チームは30秒。当初はチーム内での相談は禁じられていたが、2021年3月3日放送分よりは、芸能人チームは中下段の解答者に限り、相談して解答できるようになった。解答順は、10 - 12番席の解答者→8・9番席の解答者→6・7番席の解答者→4・5番席の解答者→3番席の解答者→2番席の解答者→大将（→伊沢）となる。相手チームが獲得したマスを直後のターンで奪うことを「○○返し」と表現する。
2021年6月2日放送分より、ひらがなが書かれたマスも登場するようになり、動詞の解答も可能になった。
正誤判定にはデジタル大辞泉と日本国語大辞典を使用し、載っていない言葉は不正解扱いになる。
マスが全て埋まった時点で終了。最終的なマスの多いチームが1セット獲得。2セット目は先後攻が逆になる。先に2セット獲得したチームが勝利。両チーム1勝1敗の場合は、獲得したマスの合計で勝敗をつける。
歌詞から出題!Questionミュージック
ある楽曲を聴き、歌詞に関するクイズが出題される。
芸能人チームは3人、東大王チームを2人を選抜する。出題例としては、歌詞に出てくる単語の英訳や漢字の書き取り、計算問題、単語にまつわる周辺知識を問う問題などがあり、曲が1コーラス終わるまでに筆記で解答する。1曲につき5問出題され、正解した数分のポイントを積み立てられ、全問正解だと2倍になる。
2曲毎に解答者を交代しつつ行う。
全問消化した時点で得点が多いチームが勝利。

#### ファイナルステージ
100万円チャレンジ! 超難問! 早押しバトル
主に2時間以上のスペシャルで行われる最終ステージ。
1対1の早押しバトル。芸能人チームは12人全員、東大王チームは2018年12月までは（4－芸能人チームの勝利数）人、2019年以降は4人全員で挑む。勝ち抜き形式で先に全滅したチームの負け。このステージで芸能人チームが勝利すれば賞金100万円獲得となる。なお、両チーム不正解または時間切れの場合はその問題はドローとなり、次の問題が出題される。誤答した場合はその問題の解答権を失う。なお、メンバーの解答順は各チーム自由に決定可能、2018年12月までは東大王チームがこれまでのステージで敗北している場合は入れ替え戦（第13回）の順位が低い方から順に脱落していく（〈砂川→〉鈴木光→鶴崎→伊沢→水上の順。ただし、現在のシステムでは水上が開始時に脱落＝東大王の不戦敗は起こり得ない 〈2018年4月15日放送分のみ起こり得たが東大王は3人残った〉）。
2017年12月17日放送分以降では芸能人チームが2人で東大王に挑めるルールも追加された。この場合芸能人は相談も可能だが、解答権は2人で1回であり、東大王に敗北した場合は2人とも脱落となる。
2019年3月6日放送分以降は芸能人チームは1勝するごとに任意の解答者のライフを1増やせるというルールに変更された（東大王チームのメンバーの減少はなし）。このルールによりライフが増えた解答者は2回以上早押しテーブルにつくことになり、画面に表示される解答順でも2回名前が登場する。
2020年7月1日放送分では、勝ち抜き方式ではなく、対戦カードがMCの抽選によって一戦一戦決定される方式で、8問先取で勝利というルールで行われた。
100万円チャレンジ!超難問!全員一斉早押しバトル
芸能人チーム・東大王チーム全員で早押しクイズを行う（相談は禁止）。2回の誤答（初回のみ芸能人チームは合計2回、東大王チームは合計1回の誤答）でチーム全員がその問題の解答権を失う。東大王の敗北による芸能人チームのアドバンテージは2018年11月7日放送分では通常通り「東大王チームが前ステージまでの敗北分退席する」（ただし途中での脱落はない）だったが、2019年1月9日放送分以降では「芸能人チームが前ステージまでの勝利分得点を持った状態で開始」となっている。
2週またぎの対決の際は、前半の週の最終ステージとして行われる場合がある。
対戦相手によっては全ステージをノーハンデで戦い、最終ステージとしてこのクイズが行われる場合もある。その場合は相手チームだけではなく東大王チームも1勝ごとに1ポイントを獲得した状態で開始となる。
事前収録で行われる場合は指定された問題数（5 - 10問）を先取した方が勝利。
生放送の特番枠で行われる場合は、放送時間が許す限り早押しクイズが出題される。最終問題の場合はMCから通知がある。最終的な得点が多いチームが優勝となる。ドローだった場合は残りの放送時間次第では1問続行する場合もある。

### 8thシーズンに行われていたクイズ
早書きアンサーズ
映像を使った早書き形式の問題が出題される。
解答者は分かった時点で筆記で解答し、ボタンを押して待機。東大王が正解の場合は挑戦者は東大王よりも早く正解していれば10ポイント獲得。東大王が不正解の場合は正解で無条件に10ポイント獲得。東大王の様子は見えるため、それを参考にして勝負のタイミングを決めてもいい。
全問消化した時点で指示されたポイントを獲得した者が突破。
3時間枠では東大王からは門番が2人選抜され、前後半に分かれて1人ずつ挑戦する。
ストロングアンサー
「漢字で書いたときの画数が多い都道府県」などといった答えるべきジャンルとその序列が指定されたお題が出題され、全員が筆記で1人1つずつ解答する。
解答が指定された序列上で東大王の解答を上回っていれば（2023年4月19日のみ東大王と同じ回答でも）10ポイント獲得。
全問消化した時点で指示された点数以上獲得していれば突破。
難読漢字ブレイク3
まずあるテーマに沿った漢字が3×3のマスに9種類提示される。
挑戦者は事前にくじで解答順を決定。挑戦者→挑戦者→東大王→挑戦者→挑戦者→東大王→…という順序で9つの中から1つを選択し、読み問題は口頭、書き取り問題はモニターに筆記で解答していく。難問オセロと同じく、挑戦者同士で選択するマスの相談は認められ、文字数は読み・書き取り共に明かされている。読み問題は難易度の目安として「難問」、「超難問」の印も出ている。
正解すれば生き残り。次の人は前の人と縦、横、斜めのいずれかに一直線になるようなマスを選択して解答しなければならない。東大王が正解すればその列はブレイクとなり、難易度の上がった新たな漢字が補充される。不正解は即脱落。
2023年5月17日放送分から新たに東大王の攻撃ターンも導入。まず東大王が2つ選択して解答し、挑戦者は列を成せるマスを全員一斉にモニターに筆記で解答し、正解者のみが生存できる。
指示された回数だけブレイクした（或いは東大王が間違えた）時点での残存者が突破となる。助っ人芸能人は最後まで生き残ることが出来れば最後の門でのライフが1つ追加される。
カケヒキパネル
まず、「パネルによって隠された問題文から正解を答える」「隠された写真がどこの都市のものかを当てる」「パネルをオープンするごとに1画ずつ追加されていく熟語を見てその熟語を当てる」のような、何分割かされたパネルによって隠された問題が出題される。何が隠されていて何を答えるべきなのかは出題時点で明かされる。
1問目は挑戦者が先後攻を決定、2問目以降は直前の順番を入れ替える形で先後攻を決め、先攻から交互に1人ずつパネルを3枚選択し、該当するパネルを開ける。挑戦者同士で選択するパネルを相談することは可能。自分側のターンで3枚を開けた後に解答することができ、その時点で分かったなら筆記で解答する（分からなければ何も書かないことでパスも可能、ただしその場合は最低でも次の相手のターンを終えないと解答できない）。解答権は1問につき1人1回のみ。東大王が誤答した場合、挑戦者は全てのパネルがオープンされた状態で解答できる。
東大王が正解するよりも先に正解した挑戦者は10ポイント獲得。全問消化した時点で指示されたポイントを獲得した者が突破。
1vs全員早押しバトル
東大王1人vs挑戦者と助っ人芸能人で早押しクイズを行う。解答権は1人につき1回（東大王側が誤答しても問題は続行される）。
挑戦者は規定問題数が終了するまでに1問でも正解すれば突破。助っ人芸能人が正解すれば最後の門でアドバンテージを獲得できる（正解した時点で勝ち抜けとなるため、助っ人芸能人1人につき獲得できるアドバンテージは1回分のみ）。不正解者はその問題と次の問題の解答権を失う。なお、助っ人芸能人が正解した問題は問題数としてカウントされない。
ブレイン鬼ごっこ
筆記クイズが10問出題される。挑戦者は30点、東大王は0点の状態で開始する。
正解すれば10点獲得。時折、正解すると20点獲得できる「チャンス問題」もある。得点が東大王に追いつかれた（或いは追い抜かれた）挑戦者はその時点で失格。全問消化した時点での生存者が突破。
アンサー5
正解が5つ考えられる問題が出題される。
まず東大王4人が1人1回ずつ口頭（筆記の場合もある）で解答していく。
全員が解答し終えた後に挑戦者が東大王が解答しなかったものを筆記で解答する。正解なら10ポイント獲得。
東大王が不正解や時間切れとなった場合は解答が複数残ることになるが、どれを解答しても良い。
全問消化した時点で指示された点数を獲得できれば突破。
映像筆記クイズ
東大王・挑戦者共に全員一斉に筆記でクイズに解答する。基本的な流れや出題傾向は前シーズンまでと同じ。
正解すれば東大王は1人につき10ポイント、挑戦者は40ポイントを獲得。挑戦者は全問消化した時点で東大王の得点の和を上回っていれば突破。

#### 最後の門
これまでに生き残った挑戦者&助っ人芸能人vs東大王全員で挑戦する。
2023年7月までの内容
全員一斉早押し
基本的な流れは前シーズンまでのファイナルステージと同じ。
1対1早押し
基本的な流れは前シーズンまでのファイナルステージと同じ。
難問オセロ
基本ルールは前シーズンまでと変わらないが、東大王は1人を選抜して間違えるまで解答し続け、間違えたら控えの解答者と交代する。また、挑戦者チームは前ステージまでにアドバンテージを獲得していた場合、任意の挑戦者（助っ人芸能人は除く）のライフをアドバンテージの数だけ増やせる。
2023年5月24日放送分からはVer4.0と題され、内側の12マスが書き取り問題となる。Ver3.0でのヨコドリマスは存続している。
挑戦者は東大王チームに勝利すれば100万円獲得。
2023年9月以降の内容
一発勝負! 100万円チャレンジ
まず全員一斉に早押しクイズに解答する。全10問出題されるが、東大王は4問毎に解答者の一部を交代しつつ行う。
早押しクイズに挑戦者が正解すると別で表示されている問題文の、問題番号と同じ箇所の空欄が明かされる。早押しクイズ終了後、挑戦者全員で相談して表示されたクイズに口頭で解答する。正解なら賞金100万円が進呈される。

### その他のクイズ・コーナー
以下は対決の合間や対決後に行われる（行われていた）、勝負とは無関係のコーナーについて説明する。
東大王の作り方
視聴者から寄せられた質問の中から選ばれた質問に東大王が答えるコーナー。クイズの進行表はクイズコーナーの「1st」「2nd」ではなく、「special」と表記。山里が進行役となり、TBSの会議室で収録が行われる。なお、東大王4人は番組の衣装ではなく私服で登場する。
卒業特別マッチ
2020年より、この回を以て番組を卒業する東大王メンバーがいる場合に実施される。
残るメンバーと伊沢vs卒業するメンバー（2020年3月18日放送分では水上、2021年3月24日放送分では鈴木・林、2022年3月23日放送分は砂川・紀野、2023年3月15日放送分は鶴崎）で早押しクイズの一騎打ち対決を行う。残るメンバーの対戦順は2021年までは、サブメンバーの加入が遅い順→レギュラーメンバーのレギュラー昇格が遅い順→伊沢で、2022年は伊沢と鶴崎のみ。2023年は残るメンバー5人vs鶴崎で一発勝負だった。
結果にかかわらず、残るメンバーは対戦相手にメッセージを贈り、逆も行う。
この他、2022年4月20日放送分では「春のファン祭り」内で番組の降板を発表した猪俣と伊沢の一騎討ち対決も行われた。
2023年3月15日放送分では鶴崎の番組卒業に合わせ、パイロット版以来となる水上vs伊沢vs鶴崎の三つ巴対決も実施された。出題時の演出もレギュラー初期のものを使用している。
以下は芸能人チームなどとの対決以外の企画について説明する。
東大王ハワイ修学旅行
2019年3月20日放送分で10連勝を遂げた当時の東大王チーム（水上・伊沢・鶴崎・鈴木・砂川）とヒロミが、ハワイの名所をクイズをしながら巡る。途中で名所に関する早押しクイズも出題され、最も多く正解した人はハワイ王の称号を獲得できる。

## データ放送
2019年より番組連動データ放送によるミニコーナーや企画が行われている。ただし、遅れネットで放送されている放送局では放送は本放送時と変更はないものの参加することができない。
候補生dボタン投票
3rdシーズンにて、新東大王を決定する視聴者投票が行われた。各回1回ずつ投票でき、この投票と正解率を基に新東大王を決めた。
伊沢・東大王からの挑戦状
番組がCMに差し掛かる時に伊沢（或いはTBS系列で放送予定のドラマや映画を控えた俳優）から3択クイズが出題され、データ放送の4色ボタン（或いは番組の公式LINE）で解答。CM明けに正解発表し、規定数以上正解すれば番組オリジナルグッズのプレゼントの抽選に参加できる。
生放送クイズ対決
東大王メンバー・候補生（岡本・伊藤）・伊沢が、各自の自宅からテレワークでクイズ対決を行う（スケジュールによる欠席や回線状況による離脱もあり）。また、成績には反映されないがヒロミ・山里も挑戦する。
問題は原則3択問題（2択問題の場合もある）を解答していく。同時ネット地域では視聴者もデータ放送で参加し、正解数に応じてプレゼントが当たる権利を獲得する。
遅れネットで放送される系列局では、臨時同時ネットでの放送回を除き、クイズに参加とプレゼントの応募ができない。
第2回（2020年5月13日放送分）以降では東大王メンバーおよび伊沢は個人戦（候補生2人は前後半に別れて挑戦し個人戦からは除外、5月27日放送分は両者全問に参加し、個人戦対象）となっており、最下位（同点最下位の場合は該当者全員）となったメンバーは視聴者プレゼントに私物を提供しなければならない。ただし、スケジュールなどの都合上途中で離脱する場合は個人戦からは除外される。
第5回（2020年6月24日放送分）からはTBSスタジオから生放送が実施。10組による芸能人チームとの対決方式となり、芸能人チームは1ステージにつき1組ずつ参加。正解数が東大王メンバーと候補生（伊藤・岡本・紀野が分担して参加）5人の成績を1人でも上回るか全問正解すれば賞金10万円を獲得。最終的に獲得した賞金を10組で山分けできる。
東大王検定
2023年より、新年一発目の放送で行われている。
過去に番組で出題された問題が択一形式で再度出題され、視聴者は制限時間内にリモコンの4色ボタンで解答する。
問題は「観光地」、「日本語」、「ひらめき」などのジャンルに分かれており、問題によっては東大王メンバーからヒントも与えられる。この他、クイズとして出題されたもののみならず、東大王メンバーの発言の穴埋め問題といった内容も出題される。
規定問題数以上を正解すれば番組オリジナルグッズのプレゼントの抽選に参加できる。

## 関連書籍
- 東大王 知力の壁に挑め!最強クイズドリル 2018年2月27日発売 ISBN 4048961349
- 東大王 知力の壁に挑め!最強クイズドリルII 2018年10月31日 発売 ISBN 4041072689
- 東大王からの挑戦!めざせ子ども東大王 最強クイズ 2022年12月12日発売ISBN 4299036514

## スタッフ

### 特番時代
- 演出：山口伸一郎
- 構成：内藤高淑、あだち昌也、堀田延
- クイズ構成：安部裕之、水野圭祐、吉川泰正
- 実況：梶原しげる
- ナレーター：服部潤
- TM：近藤明人
- TD：依田純
- VE：鈴木昭平
- CAM：斉藤哲也
- MIX：宇野仁美
- LD：篠原秀樹
- 美術プロデューサー：山口智広
- 美術デザイナー：中村嘉邦
- 美術制作：小栗綾介
- 装置：鈴木匡人
- 操作：岩尾匡平、秋山晃大
- 電飾：住義仁、森田晃俊
- メカシステム：濱口利行
- アクリル装飾：原弥生
- 鉄骨：朝熊智浩
- 花装飾：堤隆示
- 編集：笠原善之
- MA：細川尚史
- 音響効果：藤代広太
- ロケ技術：渡邉勝重
- 協力：桜凛進学院、SRP教育研究所、新宮竹虎、伊丹龍義、浦田将弘、生田寿宗、数専フォラーム、明治大学イージオス
- 編成：岸田大輔
- デスク：石川泰子
- 宣伝：塩川篤史
- TK：滝本優子
- AD：若原誉起、白石夏希、北原亜美、井谷篤史、平林亮、松山容子、山口匠
- ディレクター：佐藤三生、杉本諭久、大垣ジョー、新井康孝、神戸一虎
- 制作プロデューサー：川岸宏彰
- プロデューサー：福田健太郎、張眞英、陶山達也
- 製作著作：TBS

### レギュラー時代（2024年7月17日時点）
- ナレーター：山崎岳彦【毎週】、井上麻里奈【週替り】
- 構成：中野俊成、相澤昇、中川久嘉、長谷川優、エモペイ
- TM：八木真一郎（2022年2月2日 - ）
- TP：荒井隆之（2024年7月17日 - 、以前は回によってTD/カメラ►一時離脱）
- TD：江浦友樹、佐藤光一（佐藤→以前はカメラ）【週替り】
- VE：對間敏文、宮本民雄（宮本→一時離脱►復帰）【週替り】
- カメラ：北松拓巳
- 音声：井上奈央子、和田良介、杉山雄飛【週替り】
- 照明：加藤由美子、木村郁恵【週替り】
- 音効：星裕介、小柳直斗（Move on★、共に2024年7月17日 - ）
- TK：滝本優子
- 美術プロデューサー：田中秀和（以前は美術制作►美術ディレクター►美術プロデューサー・美術ディレクター）
- 美術デザイナー：古賀福太郎（2022年10月5日 - ）
- 装置：上田怜
- 大道具：今野貴司、新木大介
- 電飾：住義仁、高橋麻衣【週替り】
- メカシステム：濱口利行
- アクリル装飾：原弥生子
- 化粧：アートメイク・トキ、田中智子【週替り】
- 編集：井上三郎、田山智博（田山→以前はEED）【週替り】
- MA：木村亮允、中村裕子、清水佑莉（清水→一時離脱►復帰）【週替り】
- CG：前川恭平
- CGデザイン：榛葉大介
- 問題協力：フォーミュレーション（2024年7月17日 - ）
- リサーチ：亀田貴誠、田中奈緒、平野萌々香（共に2024年7月17日 - ）
- 協力：ゲッティ【毎週】、アフロ、ピクスタ、アマナ、ベルトラ、（公財）日本漢字能力検定協会【週替り】
- 監修：やる気スイッチグループ、スクールIE（共に2024年7月17日 - ）
- 宣伝：筒井理恵、吉川千冬
- SNS：春日美咲（2024年7月17日 - ）
- 配信：塩川篤史（2022年4月20日 - 2023年・2024年7月17日 - 、以前は宣伝►一時離脱）
- デスク：石川素子
- 編成：森岡梢（2021年10月・2024年7月17日 - 、一時離脱►復帰）、高田脩（2023年9月頃 - ）
- 制作スタッフ：栗山翔太、小島里華子、藤澤雄斗、船越綵和、田中樹里、柳佳奈、髙見聡輝、芦口竜斗、大宿日菜（藤澤・田中・芦口→以前はAD）
- AP：新貝元章（ゲンカイエンターテインメント）、小林聡美、池澤由佳・梅津菜々穂（ダイジョブス）
- ディレクター：山田恭平（ダイジョブス）、飯島拓哉・松山容子（YELLOW、飯島→以前は演出►一時離脱、松山→一時離脱►復帰）、藤原祥子、新井孝輔（PLATFORM→PLATFORM,INC、以前は演出・ディレクター►一時離脱）、原口拓実・岡部時子・田中文香（IVSテレビ制作）、下村拓也、狩野紀明【週替り】
- 演出：大垣ジョー（YELLOW、大垣→以前はディレクター►一時離脱►復帰）、渡部一貴・水沼保和（IVSテレビ制作）【週替り】
- 総合演出：柳沢光一郎（以前は演出）
- プロデューサー：白畑将一、樋江井彰敏、須藤駿、須山由佳子・橋本美穂（IVSテレビ制作）、張眞英（YELLOW）、西原信行（Nobs）（樋江井→以前はMP、白畑→2022年10月5日  - 、西原・張→以前は制作プロデューサー、西原→途中から、白畑・須藤・須山以外全員→2020年10月14日 - 、須藤・須山→2024年3月 - 、橋本→2024年7月17日 - 、須藤・須山・橋本以外→以前は担当プロデューサー）
- 制作協力：YELLOW、IVSテレビ制作
- 制作：TBSテレビコンテンツ制作局制作1部
- 製作著作：TBS

### 過去のスタッフ
- ナレーター：服部潤
- 構成：内藤高淑、堀田延、あだち昌也、江藤美明（江藤→2018年2月25日 - 2023年）
- TM：森享宏、榎芳栄、山下直
- TD：山田賢司
- カメラ：荻野祐也
- VE：高橋康弘、鈴木昭平、森竜二、愛川颯丈
- 音声：清宮拓
- 照明：宮崎友宏
- 音効：岡本智宏、小山竜一
- 美術プロデューサー：山口智広、棚橋浩之、澁谷政史
- 美術デザイナー：中村嘉邦
- 大持道具：小野寺浩
- 大道具：佐藤謙紫朗（以前は大持道具）
- 装置：鈴木匡人
- 電飾：宮田智博
- 編集・MA：麻布プラザ
- EED：望月浩久（以前は編集）
- MA：杉山勉
- 問題協力：SEVEN WONDERS
- 協力：代々木ゼミナール、河合塾
- 編成：岸田大輔、松本友香（松本→2019年1月 - ）、上田淳也、高橋秀光、高市廉（高市→2020年9月2日 - ）、吉藤芽衣（吉藤→2022年11月30日 - ）、黎景怡（2023年9月頃 - ）
- 宣伝：小泉美果、松村紗仁子、林遼二
- 配信：川村宗太（2024年2月頃 - 6月）
- SNSリサーチ：北田高彬（2021年12月15日）
- AD：廣瀬大亮、河村眞紀、小北英記、山崎愛弥、中尾有美子、千葉のぞみ、森孝樹、相原民佳、小川拓海、小林秀平、木村竜、鈴木麻貴奈、横田美咲、坂田健、上岡美咲紀、小林康平、阿部佑哉、長谷川美優、白石大空、藤木皓平、中嶋伶奈、鈴木将也、栄森輝之、古川彩乃、高見良、小竹理丘、片田美緒、市川美咲、大住瑞希、中村友美、柴田健介、菅野安奈、荒井優樹、菅原美羽、秦野翔吾、入野由莉子、市川祐衣、下地和夏、木村瑠那、天田裕真、佐藤利保、木本菜奈、竹安敦美、中村鼓生、西巻史奈、伊藤梓紀、壁谷舞、吉田菜央、倉上響、影山芽生
- AP：安部ともこ、中澤果帆里
- ディレクター：神戸一虎、杉本諭久、中山暢浩、伊藤馨志朗、安納隆仁、永島糧、本間和美、永井裕史、谷口圭、山浦太郎、阿部史弥、近藤創、四方田翔平、山下達磨、中村貴一、高市輝久、柴田大輔、江藤祐太、境太資、渡辺康史、山村勇介、塩谷暁充、野宮翔太、松本凌、鈴木大二郎、山口雄人、森俊平（谷口→以前はAD）、兼丸洋介、堀江悟、眞島裕也（YELLOW）、萬俊之、横山瑛之（TBS SPARKLE）、佐藤三生（YELLOW、以前は演出►一時離脱）、戸村真貴（戸村→以前はAD）、有賀響平、柚木雅博、菊地由晃、加用裕紀、大須賀良、亀崎裕介、松崎秀峰（PuniPika）、森本充、新宅未央・島田遼（TBS SPARKLE）、福岡蓮太、成沢慶（成沢→以前はAD）
- MP：中川通成、西川永哲、江藤俊久
- 演出：香西康位（以前はディレクター）、長井貴仁、廣田彰大（シオプロ、以前はディレクター）、新宮原敦（TBS SPARKLE）
- 演出・ディレクター：鷹中亮介【週替り】
- 制作プロデューサー：新井康孝
- チーフディレクター：井手比左士
- 総合演出：山口伸一郎[66]（TBS SPARKLE、一時離脱→2022年11月30日 - 2023年8月頃）、野田裕司（2021年11月 - 2022年11月・2023年9月頃 - 、TBS SPARKLE、以前は演出、一時離脱►復帰）
- プロデューサー：若原誉起（2020年10月14日 - 2021年10月、以前はディレクター）、浜田諒介（以前はディレクター→演出→総合演出）、川岸宏彰（YELLOW、以前は制作プロデューサー）
- チーフプロデューサー：福田健太郎（2020年10月14日 - 2021年6月、以前はプロデューサー）、石黒光典（2021年8月11日 - 2021年9月）
- 制作協力：TBS SPARKLE（旧TBS VISION）

## ネット局

### ネットワークセールス枠時代（日曜19時）
| 放送対象地域   | 放送局                    | 系列    | 放送日時           | ネット状況 |            |
| -------------- | ------------------------- | ------- | ------------------ | ---------- | ---------- |
| 関東広域圏     | TBSテレビ（TBS）          | TBS系列 | 日曜 19:00 - 20:00 | 【制作局】 | 【制作局】 |
| 北海道         | 北海道放送（HBC）         | TBS系列 | 日曜 19:00 - 20:00 | 同時ネット |            |
| 青森県         | 青森テレビ（ATV）         | TBS系列 | 日曜 19:00 - 20:00 | 同時ネット |            |
| 岩手県         | IBC岩手放送（IBC）        | TBS系列 | 日曜 19:00 - 20:00 | 同時ネット |            |
| 宮城県         | 東北放送（TBC）           | TBS系列 | 日曜 19:00 - 20:00 | 同時ネット |            |
| 山形県         | テレビユー山形（TUY）     | TBS系列 | 日曜 19:00 - 20:00 | 同時ネット |            |
| 福島県         | テレビユー福島（TUF）     | TBS系列 | 日曜 19:00 - 20:00 | 同時ネット |            |
| 山梨県         | テレビ山梨（UTY)          | TBS系列 | 日曜 19:00 - 20:00 | 同時ネット |            |
| 長野県         | 信越放送（SBC）           | TBS系列 | 日曜 19:00 - 20:00 | 同時ネット |            |
| 新潟県         | 新潟放送（BSN）           | TBS系列 | 日曜 19:00 - 20:00 | 同時ネット |            |
| 静岡県         | 静岡放送（SBS）           | TBS系列 | 日曜 19:00 - 20:00 | 同時ネット |            |
| 富山県         | チューリップテレビ（TUT） | TBS系列 | 日曜 19:00 - 20:00 | 同時ネット |            |
| 石川県         | 北陸放送（MRO）           | TBS系列 | 日曜 19:00 - 20:00 | 同時ネット |            |
| 中京広域圏     | CBCテレビ（CBC）          | TBS系列 | 日曜 19:00 - 20:00 | 同時ネット |            |
| 近畿広域圏     | 毎日放送（MBS）           | TBS系列 | 日曜 19:00 - 20:00 | 同時ネット |            |
| 鳥取県・島根県 | 山陰放送（BSS）           | TBS系列 | 日曜 19:00 - 20:00 | 同時ネット |            |
| 岡山県・香川県 | 山陽放送（RSK）           | TBS系列 | 日曜 19:00 - 20:00 | 同時ネット |            |
| 広島県         | 中国放送（RCC）           | TBS系列 | 日曜 19:00 - 20:00 | 同時ネット |            |
| 山口県         | テレビ山口（tys）         | TBS系列 | 日曜 19:00 - 20:00 | 同時ネット |            |
| 愛媛県         | あいテレビ（itv）         | TBS系列 | 日曜 19:00 - 20:00 | 同時ネット |            |
| 高知県         | テレビ高知（KUTV）        | TBS系列 | 日曜 19:00 - 20:00 | 同時ネット |            |
| 福岡県         | RKB毎日放送（RKB）        | TBS系列 | 日曜 19:00 - 20:00 | 同時ネット |            |
| 長崎県         | 長崎放送（NBC）           | TBS系列 | 日曜 19:00 - 20:00 | 同時ネット |            |
| 熊本県         | 熊本放送（RKK）           | TBS系列 | 日曜 19:00 - 20:00 | 同時ネット |            |
| 大分県         | 大分放送（OBS）           | TBS系列 | 日曜 19:00 - 20:00 | 同時ネット |            |
| 宮崎県         | 宮崎放送（mrt）           | TBS系列 | 日曜 19:00 - 20:00 | 同時ネット |            |
| 鹿児島県       | 南日本放送（MBC）         | TBS系列 | 日曜 19:00 - 20:00 | 同時ネット |            |
| 沖縄県         | 琉球放送（RBC）           | TBS系列 | 日曜 19:00 - 20:00 | 同時ネット |            |

### ローカルセールス枠時代（水曜19時）
- 2018年10月17日からは、前番組『トコトン掘り下げ隊!生き物にサンキュー!!』と同様に全編ローカルセールス枠での放送となるため、TBSテレビ以外の通常時同時ネットで放送する局であっても、編成の都合により臨時非ネットもしくは時差ネットでの放送に変更する場合がある一方で、通常非ネット局が不定期で時差ネットもしくはスペシャル放送を中心に臨時ネットで放送する場合がある。主に3時間スペシャルの場合は臨時ネットで放送するかTBSテレビからの裏送りで20:00からの短縮版を同時ネットで放送するか局によって対応が分かれる。TBS系列局の編成によっては放送内容が前後する場合もある。

| 放送対象地域   | 放送局                    | 系列    | 放送日時           | ネット状況 | 備考        |
| -------------- | ------------------------- | ------- | ------------------ | ---------- | ----------- |
| 関東広域圏     | TBSテレビ（TBS）          | TBS系列 | 水曜 19:00 - 20:00 | 【制作局】 | 【制作局】  |
| 北海道         | 北海道放送（HBC）         | TBS系列 | 水曜 19:00 - 20:00 | 同時ネット |             |
| 青森県         | 青森テレビ（ATV）         | TBS系列 | 水曜 19:00 - 20:00 | 同時ネット | [ 注釈 49 ] |
| 宮城県         | 東北放送（tbc）           | TBS系列 | 水曜 19:00 - 20:00 | 同時ネット |             |
| 山梨県         | テレビ山梨（UTY）         | TBS系列 | 水曜 19:00 - 20:00 | 同時ネット |             |
| 富山県         | チューリップテレビ（TUT） | TBS系列 | 水曜 19:00 - 20:00 | 同時ネット | [ 注釈 50 ] |
| 広島県         | 中国放送（RCC）           | TBS系列 | 水曜 19:00 - 20:00 | 同時ネット |             |
| 山口県         | テレビ山口（tys）         | TBS系列 | 水曜 19:00 - 20:00 | 同時ネット |             |
| 高知県         | テレビ高知（KUTV）        | TBS系列 | 水曜 19:00 - 20:00 | 同時ネット | [ 注釈 49 ] |
| 長崎県         | 長崎放送（NBC）           | TBS系列 | 水曜 19:00 - 20:00 | 同時ネット | [ 注釈 51 ] |
| 岩手県         | IBC岩手放送（IBC）        | TBS系列 | 遅れネット         | 不定期放送 |             |
| 山形県         | テレビユー山形（TUY）     | TBS系列 | 遅れネット         | 不定期放送 | [ 注釈 52 ] |
| 福島県         | テレビユー福島（TUF）     | TBS系列 | 遅れネット         | 不定期放送 | [ 注釈 53 ] |
| 新潟県         | 新潟放送（BSN）           | TBS系列 | 遅れネット         | 不定期放送 |             |
| 長野県         | 信越放送（SBC）           | TBS系列 | 遅れネット         | 不定期放送 |             |
| 静岡県         | 静岡放送（SBS）           | TBS系列 | 遅れネット         | 不定期放送 |             |
| 石川県         | 北陸放送（MRO）           | TBS系列 | 遅れネット         | 不定期放送 |             |
| 中京広域圏     | CBCテレビ（CBC）          | TBS系列 | 遅れネット         | 不定期放送 | [ 注釈 54 ] |
| 近畿広域圏     | 毎日放送（MBS）           | TBS系列 | 遅れネット         | 不定期放送 | [ 注釈 55 ] |
| 鳥取県・島根県 | 山陰放送（BSS）           | TBS系列 | 遅れネット         | 不定期放送 | [ 注釈 56 ] |
| 岡山県・香川県 | RSK山陽放送（RSK）        | TBS系列 | 遅れネット         | 不定期放送 |             |
| 愛媛県         | あいテレビ（itv）         | TBS系列 | 遅れネット         | 不定期放送 |             |
| 福岡県         | RKB毎日放送（RKB）        | TBS系列 | 遅れネット         | 不定期放送 | [ 注釈 58 ] |
| 熊本県         | 熊本放送（RKK）           | TBS系列 | 遅れネット         | 不定期放送 |             |
| 大分県         | 大分放送（OBS）           | TBS系列 | 遅れネット         | 不定期放送 |             |
| 宮崎県         | 宮崎放送（MRT）           | TBS系列 | 遅れネット         | 不定期放送 |             |
| 鹿児島県       | 南日本放送（MBC）         | TBS系列 | 遅れネット         | 不定期放送 | [ 注釈 59 ] |
| 沖縄県         | 琉球放送（RBC）           | TBS系列 | 遅れネット         | 不定期放送 |             |

#### ネット配信
| 配信元   | 更新日時            | 備考 |
| -------- | ------------------- | --- |
| TVer     | 毎週水曜 20:00 更新 | 配信後1週間限定の無料配信。 2時間スペシャル放送時は21:00に、3時間スペシャル放送時は21:57に、4時間スペシャル放送時は22:57に繰り下げる。                           |
| Paravi   | 毎週水曜 20:00 更新 | 有料会員は全話見放題。 2時間スペシャル放送時は21:00に、3時間スペシャル放送時は21:57に、4時間スペシャル放送時は22:57に繰り下げる。 Paravi限定企画も配信している。 |
| TBS FREE | 毎週水曜 20:00 更新 | 配信後1週間限定の無料配信｡ |
| GYAO!    | 毎週木曜 12:00 更新 | 配信後1週間限定の無料配信。 |

## その他
- 2017年7月9日の『珍種目No.1は誰だ!? ピラミッド・ダービー』では、当時の東大王メンバー鶴崎・水上・伊沢が「記憶の達人」として出演し、百人一首の天才中学生石黒智美との1対3の競技かるたで対決した。ルールはほぼ公式ルールだが、石黒へのハンデとして「初期の自陣の札は石黒30枚 - 東大王20枚」「東大王にはいつでも参照できる百人一首の歌が書かれた資料を支給」「取り札の大きさは通常の4倍」という特殊ルールを追加して行った。結果は東大王の勝利。同回に解答者として出演したヒロミは東大王にベッティングし、予想を的中させた。
- 2017年10月7日には『オールスター感謝祭2017秋』の企画として、「赤坂5丁目クイズレース」を開催。『感謝祭』参加芸能人から3名選抜された「芸能人チーム」と、東大王のうち1人が、TBS本社脇の「心臓破りの坂」を登りながら10問先取の早押しクイズ（ただし東大王はハンデとして第1レースは60秒、第2レースは75秒にスタート）で対決。芸能人チームは負けた場合人質が逆バンジーを受けることとなる。結果は第1レースの伊沢、第2レースの水上とも勝利。1年後の2018年10月6日放送分の『オールスター感謝祭2018秋』でも同企画を開催し、鈴木光（ハンデは60秒）が挑戦し勝利を収めた。また、「2018秋」では、東大王メンバー4人も解答者としても参加し、この時は鶴崎が総合2位、伊沢が総合10位という好成績を残している（水上は64位、鈴木光は96位だった）。伊沢と水上は赤坂5丁目ミニマラソンにも参加した。伊沢はその後、『オールスター感謝祭2023秋』にも解答者として参加。第1ピリオドでピリオドチャンピオンとなった他、総合成績でも総合優勝の粗品（霜降り明星）と解答時間の差で2位の好成績だった[67]。さらに2024年4月6日の『オールスター感謝祭2024春』では、前回達成できなかった総合優勝を目指し解答者として参加するも総合5位に終わり、粗品が総合2連覇を達成した[68]。
- 2017年12月3日の放送において、バルト三国の国名の順序が逆になって放送された。これに対し在日エストニア大使館がTwitterで間違いを指摘。同番組は同月13日に訂正、謝罪を番組ホームページ上で行った[69]。
- 2020年11月11日放送分のファイナルステージ「100万円チャレンジ!超難問早押しバトル」の「英英辞典に載っている単語」を解答する問題において、先に押した鶴崎が「TV」と解答したが不正解となり、後に押した芸能人チーム・宇治原史規（ロザン）が「television」と答え正解の判定が出た。しかし、東大王チームの岡本から「これはどこの英英辞典の出典なのか?」と物言いが入り、判定の結果、該当の問題文の見出し語としては「televison」だが、そのすぐ近くに「TV」の記述があることが判明。問題文において見出し語を答えよという指定がなかったため「television」だけを正解にするのは不適切という判断がなされ、問題の無効および正解の取り消しという裁定がなされた[70]。
- 2021年7月7日放送分[注釈 31]のファイナルステージ「100万円チャレンジ!超難問早押しバトル」にて、岩崎恭子の過去のインタビューの中の発言を答える問題が出題。松田丈志が「今まで生きてきた中で一番幸せです」と答えて正解した直後、出演中の岩崎本人から「今まで生きてた中で一番幸せです」と発言したと訂正があり、問題と松田の正解が無効になった[71]。
- 2021年11月3日放送分はTBSテレビ・BS-TBS・TBSラジオ合同のSDGs促進キャンペーン「地球を笑顔にするWEEK 2021秋」の一環で『世界くらべてみたら』との合体4時間スペシャル（19:00 - 22:57） で放送[注釈 61]。ただ、テレビユー山形、毎日放送、山陰放送の3局は19 - 21時台に独自のローカル編成を行ったため、21:57 - 22:57に60分の短縮編集版を放送した[注釈 62]。
- 2022年4月27日放送分のファイナルステージ「100万円チャレンジ!超難問!全員一斉早押しバトル」にて、初の『完全試合』を達成。

## 関連企画

### 番組内企画
東大王春のファン祭り
2021年から春季にLINE CUBE SHIBUYAで開催される。当初は2020年にも水上卒業ラストイベントとして行われる予定だったが、コロナウイルスの影響によりイベント中止となっていた。
2021年は東大王を卒業し、ラストイベントとなる鈴木光・林の両名に加え、現役東大王の鶴崎・紀野・砂川・岡本・伊藤・猪俣、元東大王の伊沢が参加。また、情勢を踏まえオンライン配信も行われた。
2022年は砂川・紀野のラストイベントとして行われ、残る12名で来季の東大王4名を決定するサバイバルバトルも実施された。
2023年は鶴崎の卒業イベントとしてTBSスタジオ内で収録。TVerでも配信された。参加メンバーは、伊藤・河野・東・大道・後藤。元メンバーでは、岡田・川村・和田が観覧していた。
AR謎解きゲーム『東大王からの挑戦状』
2021年9月21日から12月31日まで、キャナルシティ博多で開催された、ARを活用した謎解きイベント。

### 他番組とのコラボ企画
大食いクイズ
2019年7月31日放送分の『水曜日のダウンタウン』で実施された。
対戦カードは、伊沢・水上・鶴崎 vs 同番組に出演する3人のフードファイター（菅原初代・アンジェラ佐藤・ジャイアント白田）の「大食王」で大食いとクイズのミックスルール対決をする。
大食い一問一答クイズ
1対1で寿司を食べ、寿司下駄に書いてあるクイズに答える。1貫食べるごとに1文字ずつ明らかになり、分かった時点で答える。先に正解した人が2ポイント獲得。不正解はペナルティとして寿司下駄に乗っている寿司とは別に3貫食べなければならない。
大食いビジュアルクイズ
全員一斉に寿司を食べ、寿司下駄に印刷されている人の名前を答える。全部食べ切れば追加のヒントを獲得できる。先に正解したチームは3ポイント獲得。不正解は即失格。
大食い難問オセロ
答えが全て食べ物の漢字オセロをする。基本ルールは東大王の難読オセロと同じだが、それとは逆に漢字を書き取る（文字数は公開されている）上、角の問題は最初から明らかになっている。誤答した場合でも失格になったりはしないが、強制的にパスとなり相手チームに順番が移動する。どうしても分からなければ、問題になっている食べ物を制限時間が終わるまでに1人前食べるごとに指定した漢字の1画分のヒントを見られる（食べ終わった段階でオープンするため、途中で漢字が分かった場合はその時点で食べるのを打ち切ってもよい。また、オープンされる画数・文字数には制限がないため、画数や食べ物の量次第では食べ続けて全ての文字をオープンすることも可能。また、得たヒントは保持され、誤答した後に再び挑戦する場合は続きからオープンとなる）。最終的なマスの枚数分のポイントを獲得。大食いビジュアルクイズまでは7-2で大食王チームがリードしていたが、このオセロで32-4と圧倒、総合点も34-11となり東大王チームの勝利となった。
難読名字オセロ
2020年3月12日放送分の『櫻井・有吉THE夜会』で実施された。
水上・鶴崎・鈴木・林の東大王チームと、櫻井翔、有吉弘行らの夜会チームで、難読名字（櫻井が所属するジャニーズ事務所、有吉が所属する太田プロ、ゲストの3時のヒロインが所属する吉本興業に所属するタレントの名字）の読みを答える漢字オセロを行う。基本ルールは本家と同じだが、4×4の16マスで行い、角の問題は初めから明らかになっている。片方が置ける所が無くなった時点で敗北となる。夜会チームの置く場所が途中でなくなり東大王チームの勝利となった。
金スマ×東大王 コラボスペシャル
2020年3月13日放送分の『中居正広の金曜日のスマイルたちへ』（金スマ）で実施された。
水上・鶴崎・鈴木・林の東大王チームと、中居正広らの金スマチームで、東大王で行われる全員一斉早押しクイズと閃きバトルを行った。なお、他番組とのコラボ企画としては初めて東大王のスタジオで行われたが、東大王チームが4人の関係上東大王席は4thシーズンの5席体制ではなく3rdシーズンまでの4席体制であった。2戦とも東大王チームが勝利した。
この他、2021年11月5日に放送された『金スマ』では、番組企画の「ひとり農業」に鶴崎・砂川・岡本・伊藤・勝田が参加した。更に翌年3月18日には続編として育てた農作物の収穫や料理の様子が放送された。
プレバトvs東大王!! 秋の他流試合スペシャル
2020年9月24日放送分の『プレバト!!』（毎日放送制作）で実施された。
鶴崎・鈴木・林・砂川・紀野・岡本の東大王チームと、番組内の俳句名人や特待生で構成されるプレバトチームで「他流試合」（査定員の夏井いつきから出された兼題写真に対する俳句対決）を実施。1対1の対戦形式で、夏井の判定によって合計得点を競った結果、56対54でプレバトチームが勝利した。
東大王チームからは、2020年1月3日放送分（『プレバト!!新春3時間スペシャル』）の「TBS系列人気番組対抗戦」にも、鈴木と林が参加。夏井が査定する「俳句査定」に加えて、假屋崎省吾が査定する「いけばな査定」にも挑戦した。また、鈴木はレギュラー版でも「俳句査定」に挑戦し特待生に認定。東大王卒業の段階で「特待生3級」に認定された。
体力×知力 ミックスルール対決
2021年3月17日放送分の『水曜日のダウンタウン』で実施された。東大王メンバー全員vs水曜日のダウンタウンに出演する芸人で、体力と知力のミックスルール対決を行う。
クイックマッスル×クイズ
このクイズのみ、勝負とは無関係のエキシビションとして東大王の枠内で行われた。対戦カードは林・伊藤・鶴崎vs野田クリスタル（マヂカルラブリー）・なかやまきんに君・山田勝己。
答えが数字となる問題が出題される。各チーム1人ずつ選抜し、腕立て伏せでボタンを押す。プラスボタンを押すとカウントが1増え、マイナスボタンを押すとカウントが1減る。正解だと思う数字に達したら早押しボタンで解答する。
大声×クイズ
対戦カードは、鶴崎・鈴木・紀野・岡本 vs 藤本敏史（FUJIWARA）・おいでやす小田・津田篤宏（ダイアン）。
各チーム3人を選抜し、まず3人の距離を設定する。1人目は問題文を読み、2人目が大声で答えて3人目に伝える。3人目は2人目から聞いた答えを筆記で答える。正解すれば1人目から3人目までの距離分のポイントをメートル単位で獲得できる。
極寒×クイズ
対戦カードは、砂川・林・伊藤・猪俣 vs 藤本敏史・小宮浩信（三四郎）・団長安田（安田大サーカス）・庄司智春（品川庄司）。
全員一斉に嬬恋村の雪山の中に散りばめられた封筒を探す。封筒を見つけたら進行の元に行き、問題が書かれていれば口頭で答える。封筒には問題文が書かれていないハズレも存在する。解答権は1問につき1回のみで、正解すれば10ポイント獲得できる。何回間違えてもペナルティは無いが、寒さに耐えられない場合はロッジに移動してギブアップも可能で、ギブアップした人は以降の解答権を失う。全員がギブアップするまで続く。
不眠×クイズ
対戦カードは、猪俣 vs 春日俊彰（オードリー）。
48時間連続でクイズが出題される。春日から交互に問題ジャンルを1つ指定する。ジャンルに沿った問題が10分おきにモニターに表示され2人同時に筆記で解答する。 1ジャンルにつき12問ずつ出題され、後半の問題ほど難易度は上がっていく。正解すれば10ポイント獲得できるが、相手が寝ている間に正解すれば20ポイント獲得できる。
途中、1時間に1回だけ相手の眠気を誘うアイテムが書かれた「導眠カード」を引くチャンスもある。
3つのクイズの合計得点で競う。
ディズニー王・濱口×東大王
2021年11月23日放送分の『ウッチャン式』で実施された。
対戦カードは、伊藤・猪俣・岡本・河野の東大王チーム vs 濱口優（よゐこ）・加藤史帆（日向坂46）・藤井直樹（美 少年）の「ディズニー王」。ウエンツ瑛士をMCに、ディズニーに関するクイズ対決を行った。勝負は2試合行われ、第1試合は濱口のみ、第2試合は濱口・加藤・藤井の3名で戦った。

### パロディ企画
東大主
2017年より、当時の東大王メンバーだった伊沢によるYouTubeチャンネル「QuizKnock」にて、リスペクト企画として行われる。簡単なクイズをマジメにやってみたという設定で過去に4度配信された。
早大王
2019年3月2日にテレビ朝日系列『タモリ倶楽部』のコーナーとして放送された。早稲田大学出身のタモリが、早稲田大学クイズ研究会の学生と早稲田大学に関する早押しクイズを行う。早大王のロゴや出題の時の掛け声も本家を意識したものとなっている。
ネタパレクイズ王決定戦
2020年6月12日にフジテレビ系列『ネタパレ』の、RGのネタで行われた。RG扮する「あるレイザー」と「ある沢拓司」（伊沢がモデル）の早押しクイズのネタで、出題時の演出も本家を再現している。
2020年9月2日放送分より、RGが「ある沢拓司」に扮して東大王に出演するようになるほか、2021年3月24日放送の『水曜日のダウンタウン』「30-1グランプリ」でも「ある沢拓司」が登場し、問題読みは本家同様杉山真也が担当した。
熊高王（くまたかおう）
2021年5月22日に当番組をネットしているRKKテレビの番組『土曜の番組』の企画として放送された。司会でローカルタレントのまさやんが、同局アナウンサーの後生川凜等「熊高」（くまたか）こと熊本県立熊本高等学校の卒業生とクイズで対決する。

### 配信限定企画
伊沢からのナゾトキを東大王がやってみた
2020年11月11日から動画配信サービス「Paravi」にて配信されている伊沢と東大王メンバーによる謎解き企画。全4回。TVerでも初回限定で配信。
プロジェクト東大王
2021年1月13日から3月31日まで全10回、動画配信サービス「Paravi」にて配信されているプロジェクト。次世代の東大王を発掘するべく、10名の東大生が伊沢が用意したプログラムに挑戦する。伊沢のほか、芸能人チームで出演している井上裕介（NONSTYLE）とサーヤ（ラランド）が見守る。メンバーのガウンのラインの色は黄色。10人中8人が生き残り、6thシーズンから東大王チームに合流した。
東大王〜頭のラジオ体操クイズ
2021年7月19日から8月29日まで、動画配信サービス「TVer」で「TVerフェス！SUMMER2021」の一環として配信されたクイズ企画。東大王メンバーが日替わりで1日1問ずつ、頭の体操になる難問クイズを出題する。

### ファンコミュニティ
東大王ファンクリエイターズ
2022年1月12日放送分にて発表されたファンコミュニティ。
2022年2月1日から同年4月30日まで実施。東大王との交流がメインの「ファンコース」と、番組の制作を体験できる「スタッフコース」があり、実際に番組内ではファンクリエイターズ制作の問題も出題された。